# Zündapp

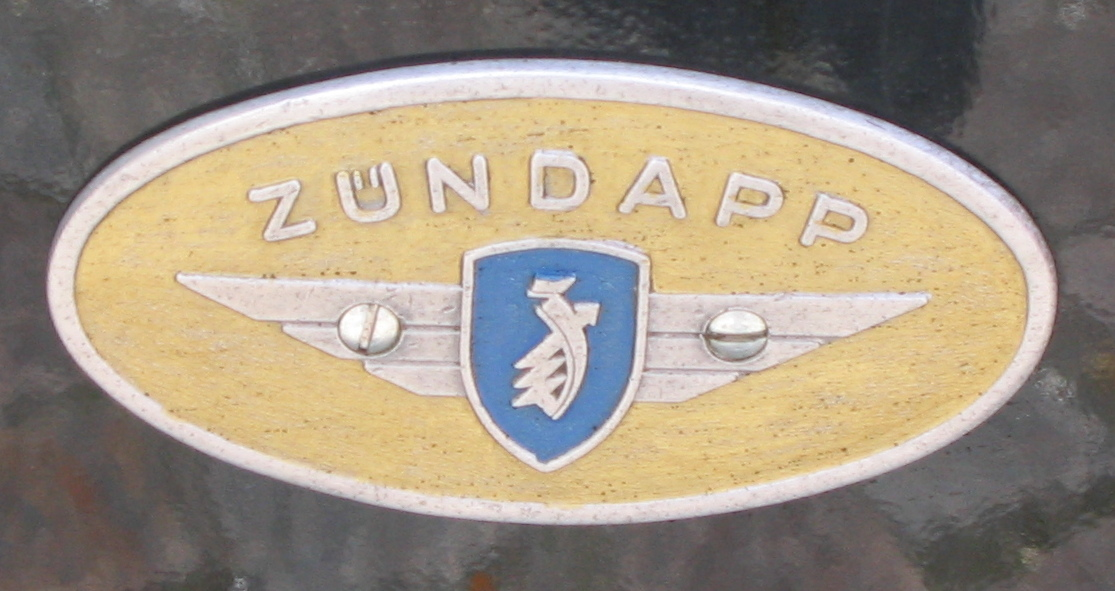
Logo su una motocicletta

La Zündapp ovvero Zünder-Apparatebau-Gesellschaft m.b.H. (poi Zündapp-Werke GmbH) fu una grande casa motociclistica tedesca attiva nel periodo 1917-1984 e parte della Nürnberger Motorradindustrie. Dopo la vendita della fabbrica di Norimberga nel 1958 la sede giuridica venne trasferita a Monaco di Baviera, già sede dagli inizi degli anni cinquanta di una fabbrica.

## Storia

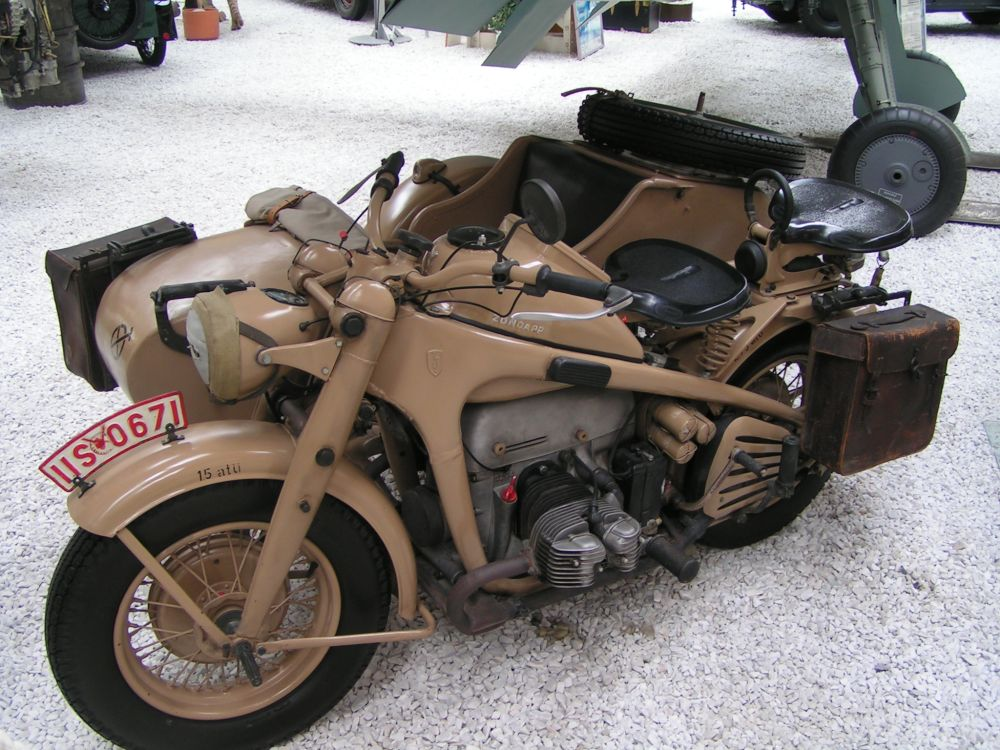
Il sidecar KS 750

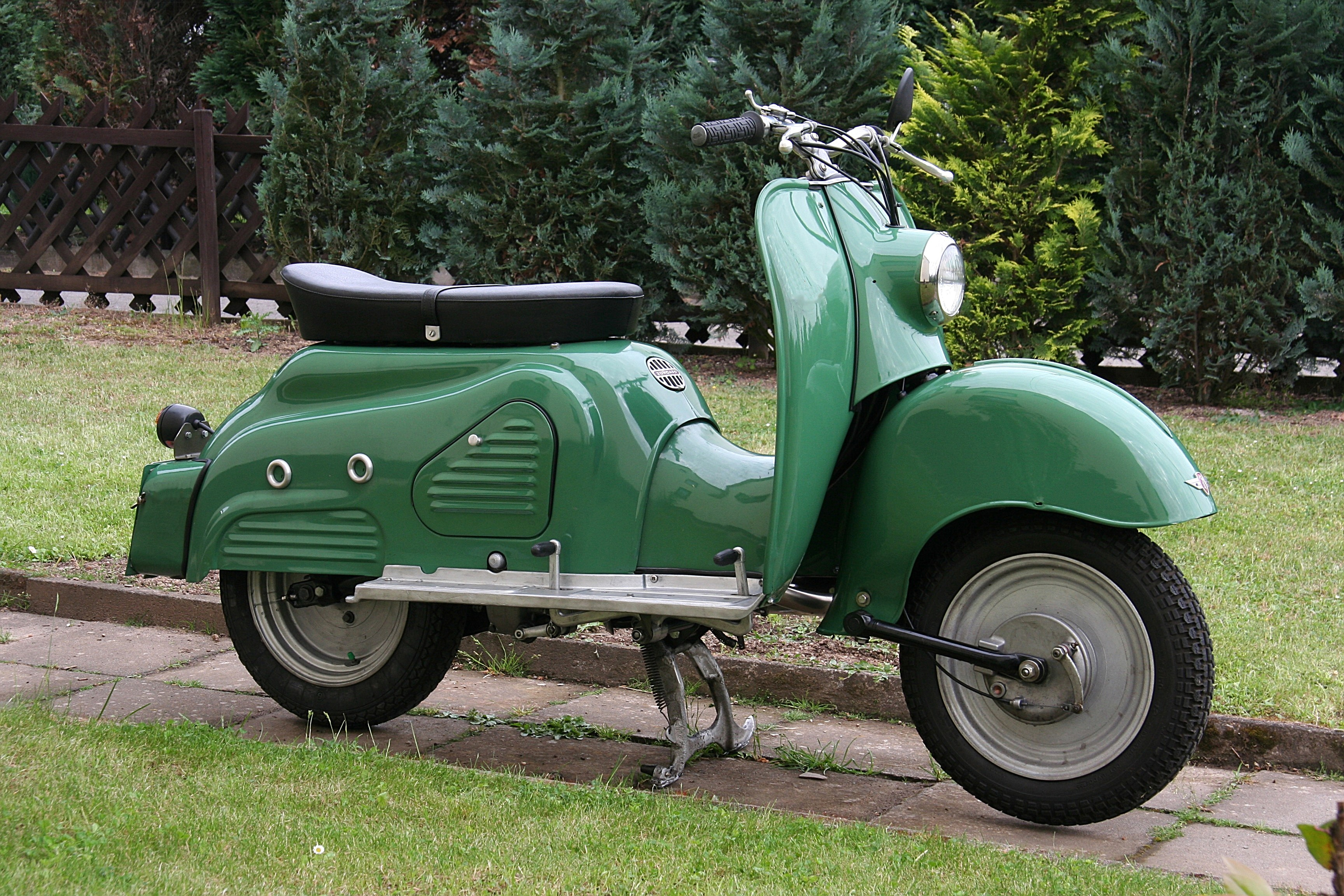
Scooter Bella R 154

Zündapp è l'abbreviazione di Zünder-Apparatebau-Gesellschaft m.b.H. ovvero "Società di apparati di accensione", produttrice di spolette per bossoli, lavorazione nella quale inizialmente era concentrata tutta la produzione sul nascere della casa tedesca durante il conflitto bellico della prima guerra mondiale.
Venne fondata nel 1917 a Norimberga da Fritz Ludwig Neumeyer, nonno dell'ultimo presidente della società, con la costruzione agli inizi di macchine a vapore e giocattoli. Assieme alla Friedrich Krupp AG (Essen) e con la Gebr. Thiel GmbH, un costruttore di orologi e macchine utensili di Ruhla in Turingia, Neumeyer nel 1917 pose le basi della società in Lobsingerstraße 8 a Norimberga come Zünder-Apparatebau-GmbH, e nel 1918 ne divenne il solo proprietario.
La sconfitta nel 1918 e la crisi economico-industriale seguente, costrinse l'Azienda, pur mantenendo il suo nome originario, a diversificare ovvero stravolgere la produzione, che si specializzò nella costruzione di mezzi di trasporto leggeri, quali motocicli con piccoli, ma robusti motori a due tempi. Alla Berliner Automobil- und Motorradausstellung del 1921 Neumeyer, si concentrò sulle motociclette usate. Con produzione a catena di montaggio costruì la Z 22 la prima macchina della casa, con 1.500 pezzi venduti fino al 1922. Nel 1928 la nuova fabbrica di Norimberga fu posta in Dieselstraße. Il successo dell'azienda non si s'interruppe con la morte di Neumeyer nel 1935, alla fine degli anni '30 Zündapp era uno dei cinque maggiori costruttori di motociclette d'Europa.
Nel 1924 a Monaco-Freimann fu costruita su licenza la vettura utilitaria della Rover. Nel maggio 1931 venne svelato dalla stampa un progetto. La costruzione di una automobile popolare 4 posti. Costruita solo in due prototipi da Ferdinand Porsche, sarebbe stata alla base della KdF-Wagen, ossia il Maggiolino.
Il logo fino al 1938 era costituito da una "Zeta" gotica inscritta in uno scudo, il tutto in oro su campo nero. Dal 1938, in epoca nazista, dopo la nascita di due nuovi motori per aerei leggeri a 4 cilindri quattro tempi (Z90/Z91-Z92), furono aggiunte allo scudo due ali laterali schematiche che simboleggiavano il nuovo corso della produzione.
La prima motocicletta prodotta dalla Zündapp è stata la Z22 del 1921. Questa moto era stata pensata come moto per tutti ((DE)  Motorrad für Jadermann). Era quindi un progetto che faceva della semplicità e della affidabilità i suoi cardini. La moto ebbe successo e venne prodotta in grandi numeri.
Nel 1933 iniziò, con la serie K, la produzione di moto più grandi. Su queste moto, una novità per l'epoca, il motore era completamente chiuso. La K che identificava la serie stava a significare Kardanantrieb, cioè trasmissione a cardano, altra caratteristica di queste moto. Il progettista di tali mezzi furono Richard e Xaver Küchen.
La serie comprendeva un modello a motore monocilindrico due tempi di 200 cm³ e altri modelli i cui motori, a quattro tempi, avevano cilindrate da 400 fino agli 800 cm³. I modelli di cilindrata maggiore (600 ed 800 cm³) erano 4 cilindri doppio boxer, gli altri erano bicilindrici sempre a pistoni contrapposti, tutti erano dotati di un solo carburatore. Anche queste moto si rivelarono un successo tanto che la quota di mercato della ditta passò dal 5 per cento del 1931 al 18 per cento del 1937.
Successivamente furono introdotti i modelli KS (la sigla KS stava per "Kardan Sport", ovvero "sportiva con cardano") a motore due cilindri boxer nelle cilindrate 500 e 600 cm³ con un carburatore per cilindro 

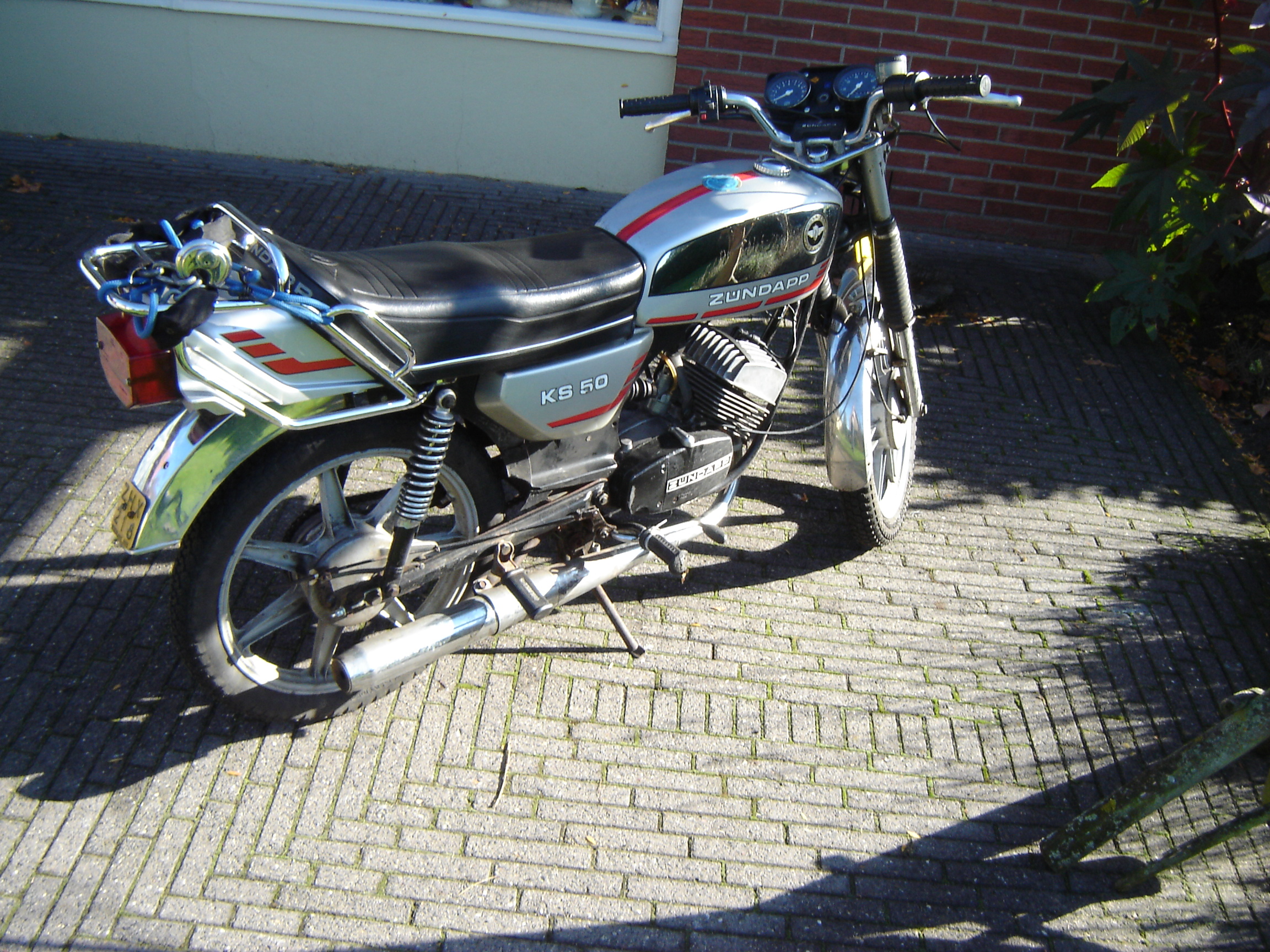
Zündapp KS 50

A partire dal 1940 la produzione della Zündapp si concentrò sulle moto destinate alla Wehrmacht ed in particolare alla KS 750 sidecar, con ruota del carrozzino motrice. La produzione della Zündapp durante il conflitto fu di 18.000 esemplari.
A fine guerra, con pochissimi mezzi e stabilimenti distrutti, i fratelli Elisabeth e Friedrich Neumayer, figli del fondatore, si specializzarono nelle tecniche di pressofusione di precisione di leghe d'alluminio con le quali spaziarono in molti campi commerciali: dalle macchine da cucire, caratterizzate da un moderno design compatto, ai mulini per farina, ai rasaerba, ai gruppi elettrogeni motorizzati a scoppio e, contemporaneamente, si dedicarono allo sviluppo delle motociclette di nuova generazione che costituirono poco dopo il "main business" dell'Azienda.
Dopo la fine della seconda guerra mondiale la produzione della ditta cambiò gradualmente verso veicoli più piccoli quali lo scooter Bella.
Tra il 1953-1954 venne costruito, su disegno di Ernst Schmidt il prototipo B 250 con motore boxer due cilindri quattro tempi di 250 cm³, distribuzione a catena, trasmissione cardanica, forcellone anteriore e parafango sospeso che non entrò mai produzione serie; venne però prodotto il B 250 dalla giapponese Marusho con 73 pezzi LILAC Dragon; il motore non fu lo Zündapp da 18 HP a 7000 giri/min, ma il 10-12 HP di 338 cm³. Marusho fu specializzata nel copiare modelli inglesi e tedeschi di motociclette.
L'ultima motocicletta di rilevante cilindrata venne prodotta nel 1958: la KS 601 con motore bicilindrico da 598 cm³. Tra le altre cose questa moto è forse la più famose moto prodotta dalla Zündapp, la „Grüner Elefant“ ((IT)  elefante verde), specialmente con il sidecar.
A differenza dei modelli K e KS anteguerra, la KS601 (il cui motore era di stretta derivazione dai precedenti) aveva il telaio a doppia culla chiusa in tubi piegati e giuntati per saldatura, anziché in lamiera stampata, la sospensione elastica posteriore a ruota guidata con molle elicoidali ed ammortizzatori idraulici e la forcella anteriore telescopica con ammortizzatori idraulici, il cambio a pedale a 4 rapporti con preselettore. Per il mercato americano fu introdotta nel 1955 la versione "K601 Elastik", con sospensione posteriore a forcellone oscillante, il braccio destro del quale costituiva il fodero dell'albero di trasmissione.
Il nome „Grüner Elefant“ rimane per la Elefantentreffen.
Con il nome „Wehrmachtsgespann" è nota anche la Zündapp KS 750 quattro cilindri a V 170°.
Tra il 1957 e il 1958 la ditta produsse anche la vetturetta Janus. Sempre nel 1958 gli stabilimenti di produzione vennero spostati da Norimberga a Monaco. Vennero sviluppati nuovi modelli sempre di moto leggere anche se lo sviluppo del motore a 4 tempi venne interrotto per concentrare gli sforzi su quello a 2 tempi (celebri la "GS 125" da Regolarità e la "KS 125" stradale).
Anche in Portogallo esistette una fabbrica consociata; la società CASAL produsse dei motori Zündapp, su licenza. Fino agli anni '90 vennero prodotti ancora motocicli su base Zündapp.
Negli anni'60 la Casal e la Famel che poi si unirono in "Casal und Famel" produssero mezzi che vennero commercializzati in Germania come "Solo" e "Mars". La base era quella dei modelli Zündapp. Famel costruì parti su licenza come motori, ruote, trasmissioni, freni, basati sul modello KS-50; questo modello fu venduto solo in Spagna, Portogallo e Francia. Molti dei pezzi di ricambio ancora esistenti sono stati prodotti dalla Famel. La Famel fabbrica ancora veicoli con pezzi Sachs sotto il nome di S.I.S. solo per il mercato iberico.
La quota di mercato della Zündapp nelle motociclette in Germania era fino a 100 cm³ del 33% nel 1967; la fabbrica aveva 1.700 dipendenti.
Dopo i primi importanti successi sportivi della squadra corse Zündapp, specie nelle gare di Gelaende Sport (Regolarità, oggi Enduro) il logo aziendale fu definitivamente modificato in un marchio circolare di 60mm di diametro, con Zeta Gotica -scudo e ali laterali, accerchiati da foglie di alloro, il tutto in color oro su sfondo nero o rosso.
Nel 1974 con la Royal Enfield venne aperta una fabbrica a Ranipet (India), dove la CS 25, un Mòfǎ, fu prodotto fino agli anni '90. Dopo l'acquisizione del gruppo Royal-Enfield da parte della Eicher Goodearth la fabbrica fu chiusa.
Alla metà anni settanta vennero dati per il montaggio su motocross motori alla italiana Gerosa.

## La fine
Inizialmente le vendite di scooter e di motocicli andarono bene ma poi iniziarono a declinare. La ditta restò sul mercato fino al 1984, anno nel quale venne dichiarata bancarotta e quindi venne chiusa.
Il 10 agosto 1984, dopo una trattativa che perdurava da due anni, Dieter Neumeyer (1931-1989), presidente dal 1971 e nipote del fondatore, dovette ammettere l'insolvenza, che venne dichiarata il 20 settembre 1984. Il 26 ottobre 1984 venne ceduta la fabbrica, know how, macchine e stampi, venne venduta dal fallimento, alla Tjian Jin, fabbrica di motocicli nell'omonima città cinese, oggi assorbita dalla Honda per 16 milioni di DM (8,2 milioni di Euro). Più di 120 treni merci speciali e svariate navi da trasporto misto, traslocarono in Cina tutte le attrezzature e le macchine per la produzione dei motocicli Zündapp. Il marchio però non fu di interesse commerciale per gli acquirenti, che optarono per la trasformazione del nome nell'assonanza cinese "Xun-da" e quindi fu lasciato al libero mercato.
Anche dopo 25 anni dalla chiusura della società, vi sono numerosi fan Zündapp in Germania e nel resto d'Europa. Sono organizzati in club. Pezzi di ricambio si trovano ancora, mentre fornitori non più.

### Reparto corse
Il reparto corse invece, che nel ventennio precedente aveva acquisito centinaia di allori nelle varie specialità motoristiche (Trial, regolarità e velocità), poiché non rientrava tra gli interessi dei nuovi acquirenti, venne messo interamente all'asta presso appassionati e interessati del settore. Vinsero due amici olandesi che, con circa 15.000 Marchi, ebbero la possibilità di rilevare tutto il materiale giacente nel cosiddetto Sport Entwicklung. 
La curiosità fu che tale vendita era condizionata dal ritiro della merce in un solo giorno, dalle ore 09.00 alle ore 17.00. La quantità di materiale e la varietà era tanta, che i due fortunati, riempito il loro camion, corsero alla ricerca di un altro camion in affitto, ma inesorabilmente le saracinesche alle 17.00 si chiusero, precludendo loro la possibilità di ritirare gran parte delle moto da corsa ancora lì giacenti, le fusioni speciali e parti svariate che vennero distrutte e portate al rigenero in una fonderia a Monaco di Baviera.
Restano oggi circa 12 motocicli della serie GS521 seguiti e progettati dall'ing. Heiner Wieditz (aggiornati fino al 1979, con due ammortizzatori e 6 della serie Monoshock progettati dall'ing Ladislav Gorgos) completi e funzionanti, originali custoditi da appassionati del settore.

## Galleria d'immagini

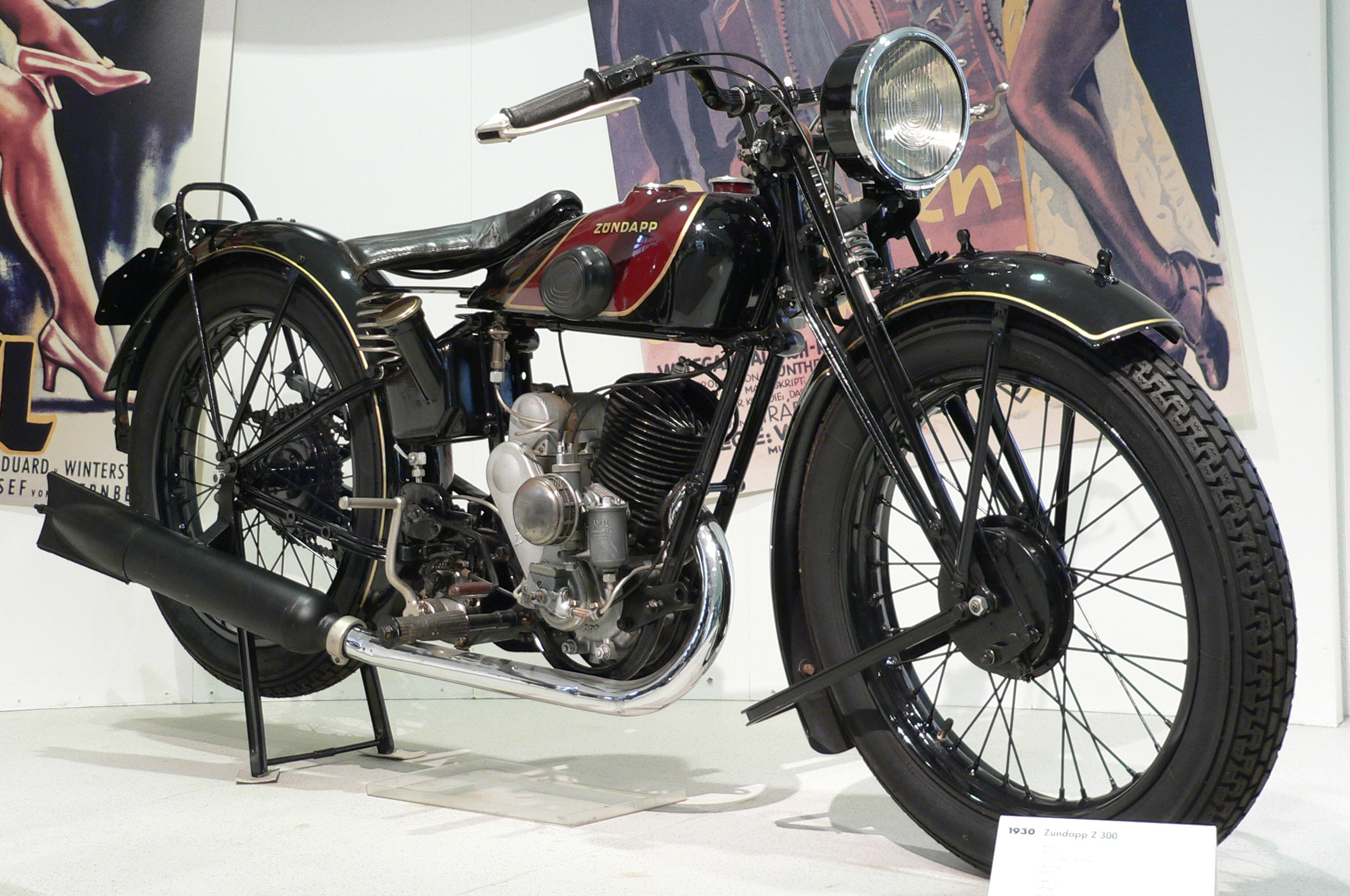
Zündapp Z300 del 1930 presso il Deutsches Zweirad- und NSU-Museum
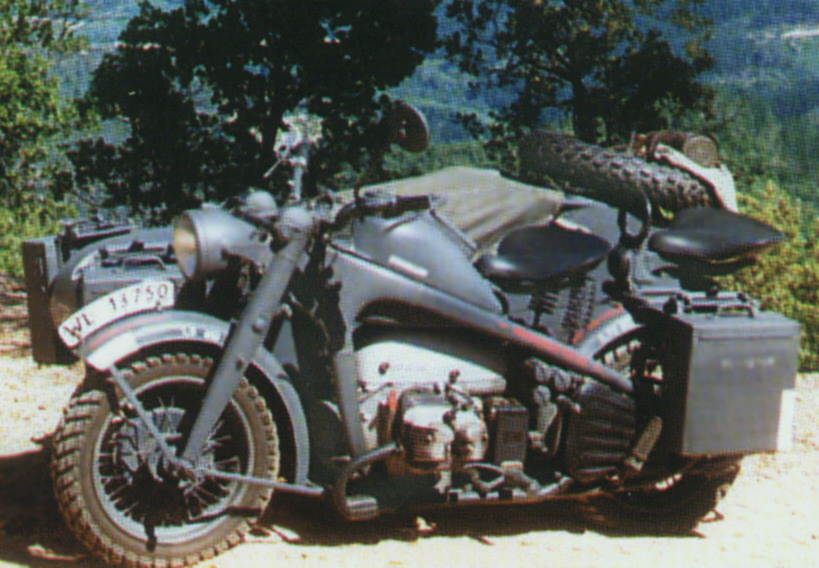
Wehrmachtsgespann KS 750
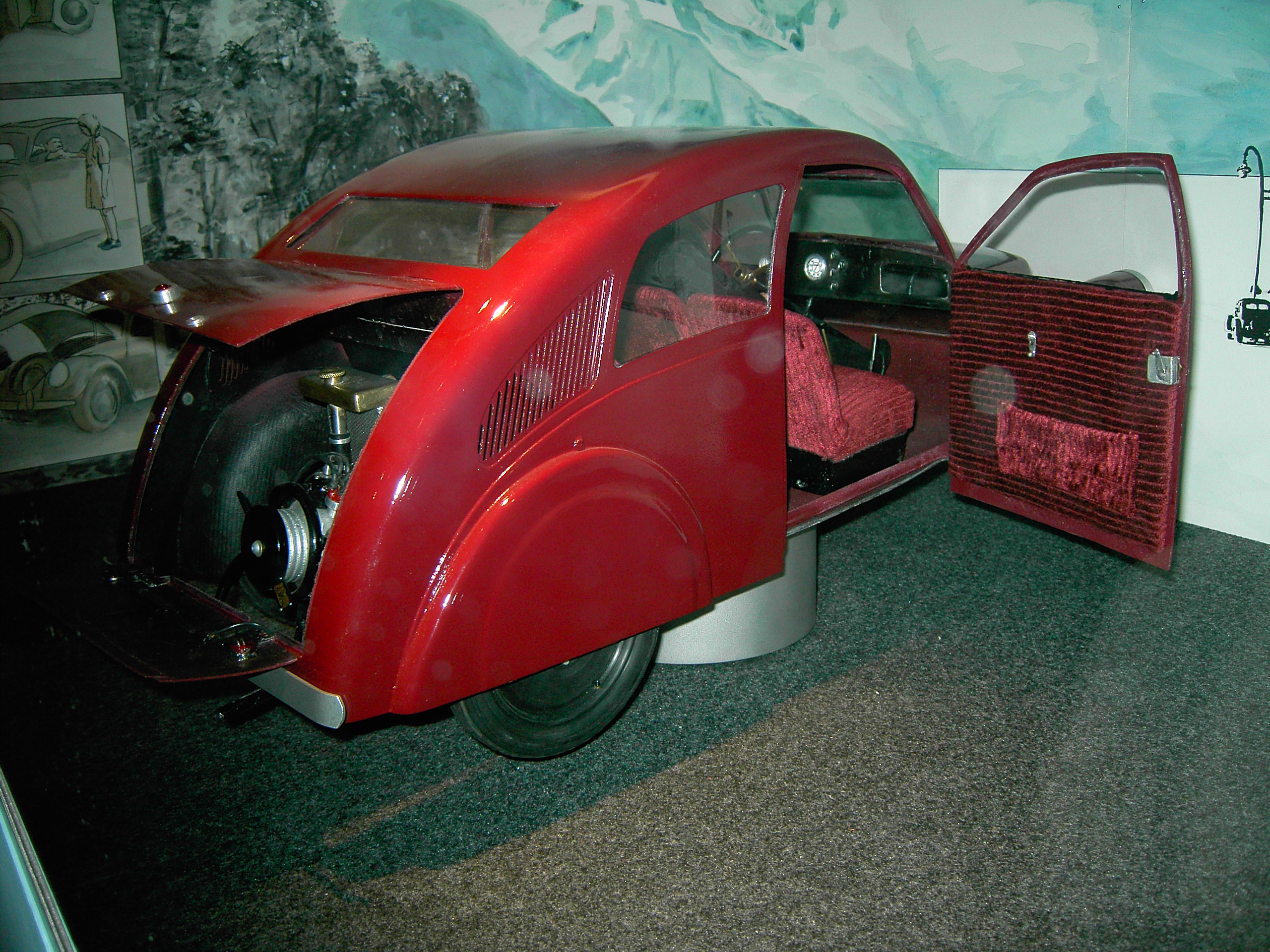
Zündapp-„Volkswagen“ (Porsche Typ 12) del 1932, restauro al Museum Industriekultur di Norimberga
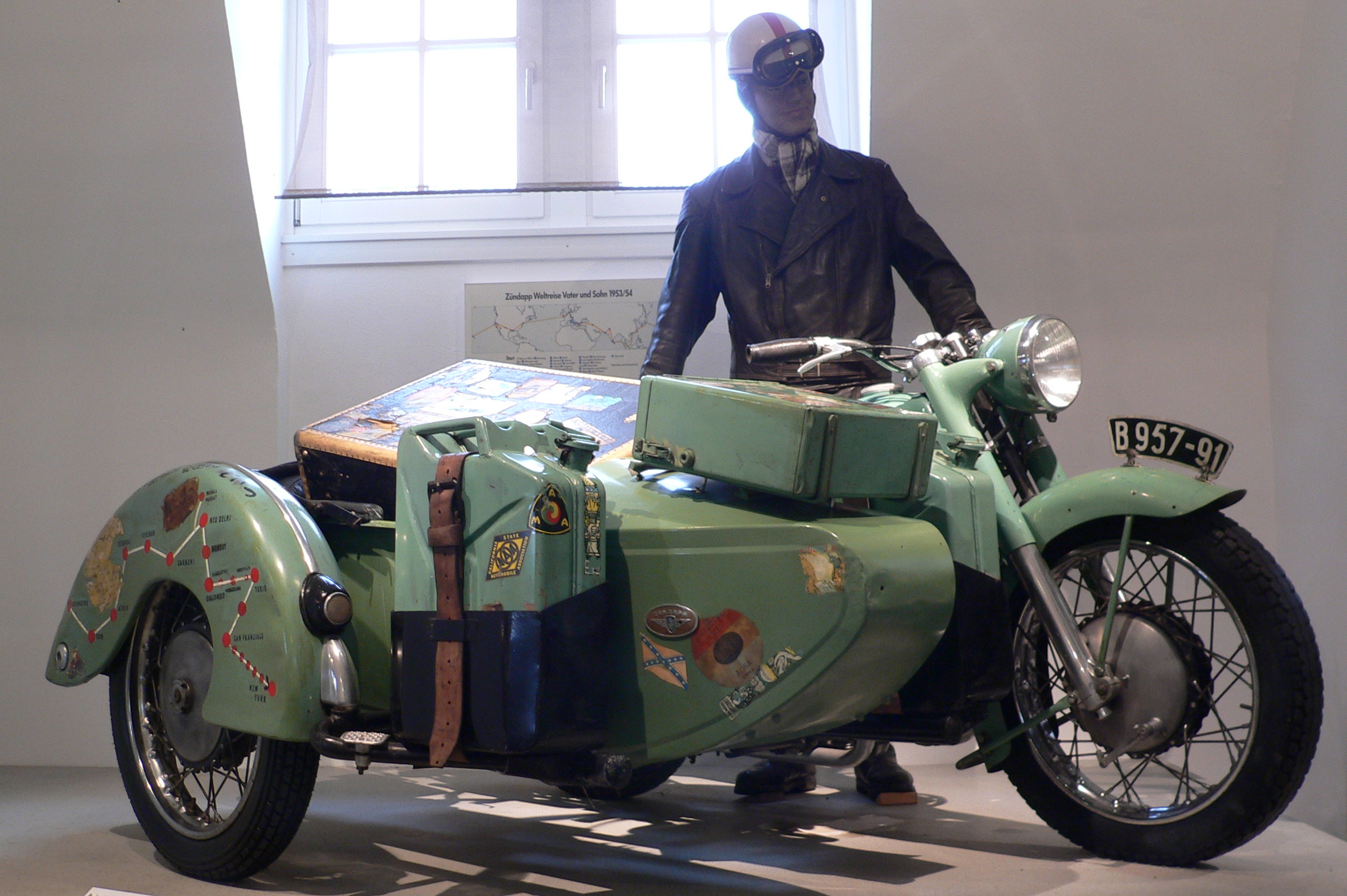
Zündapp KS 601 „Grüner Elefant“ sidecar del 1953 presso il Deutsches Zweirad- und NSU-Museum
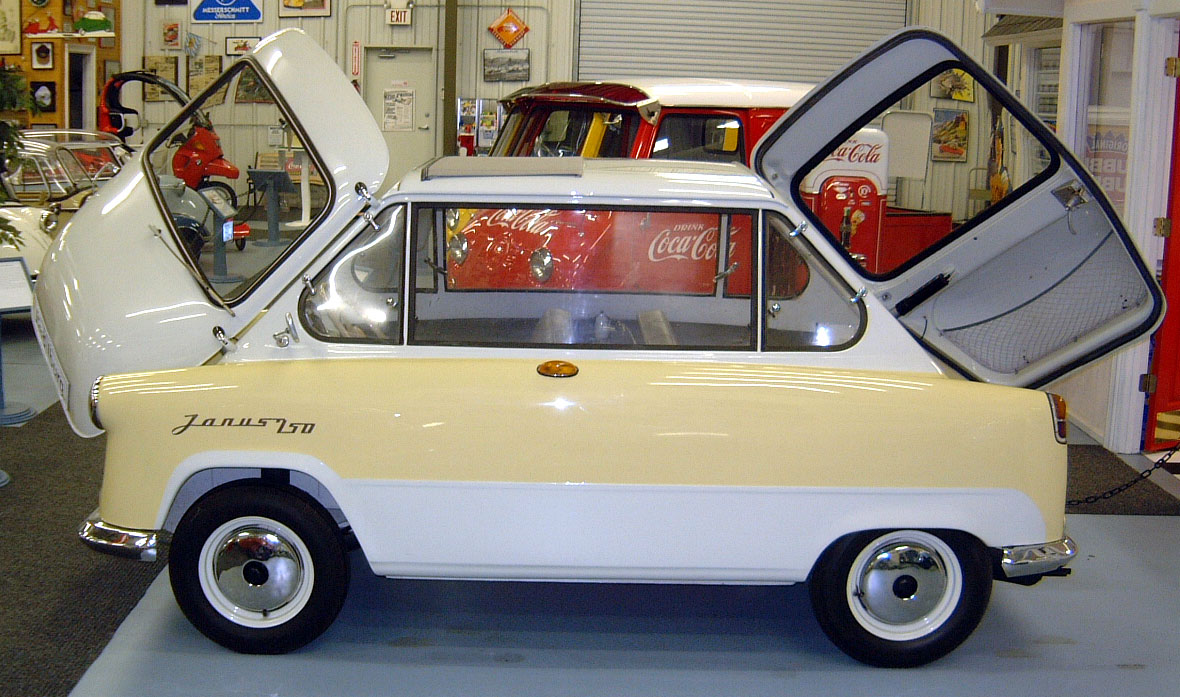
Zündapp Janus
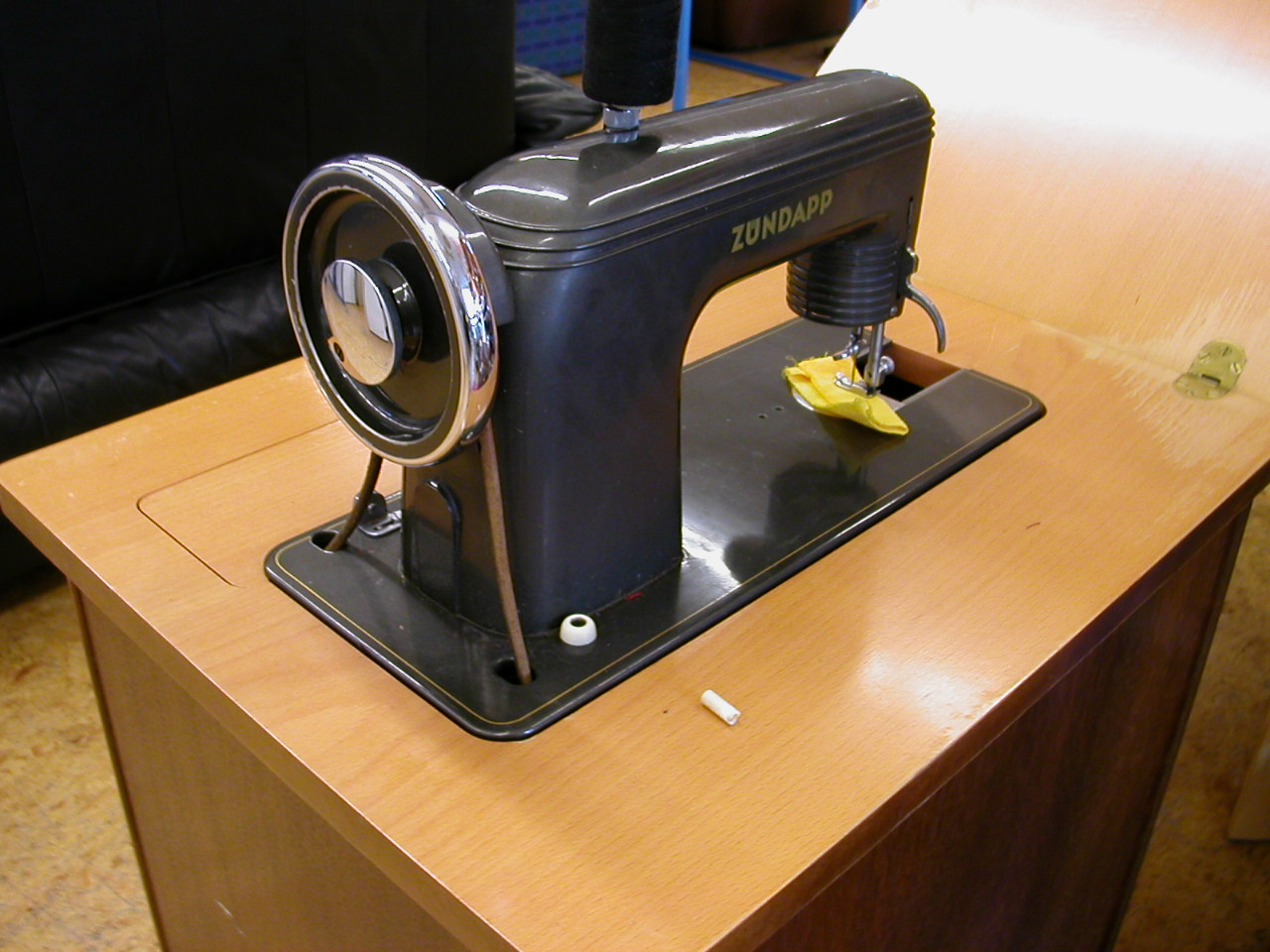
Macchina da cucire Zündapp
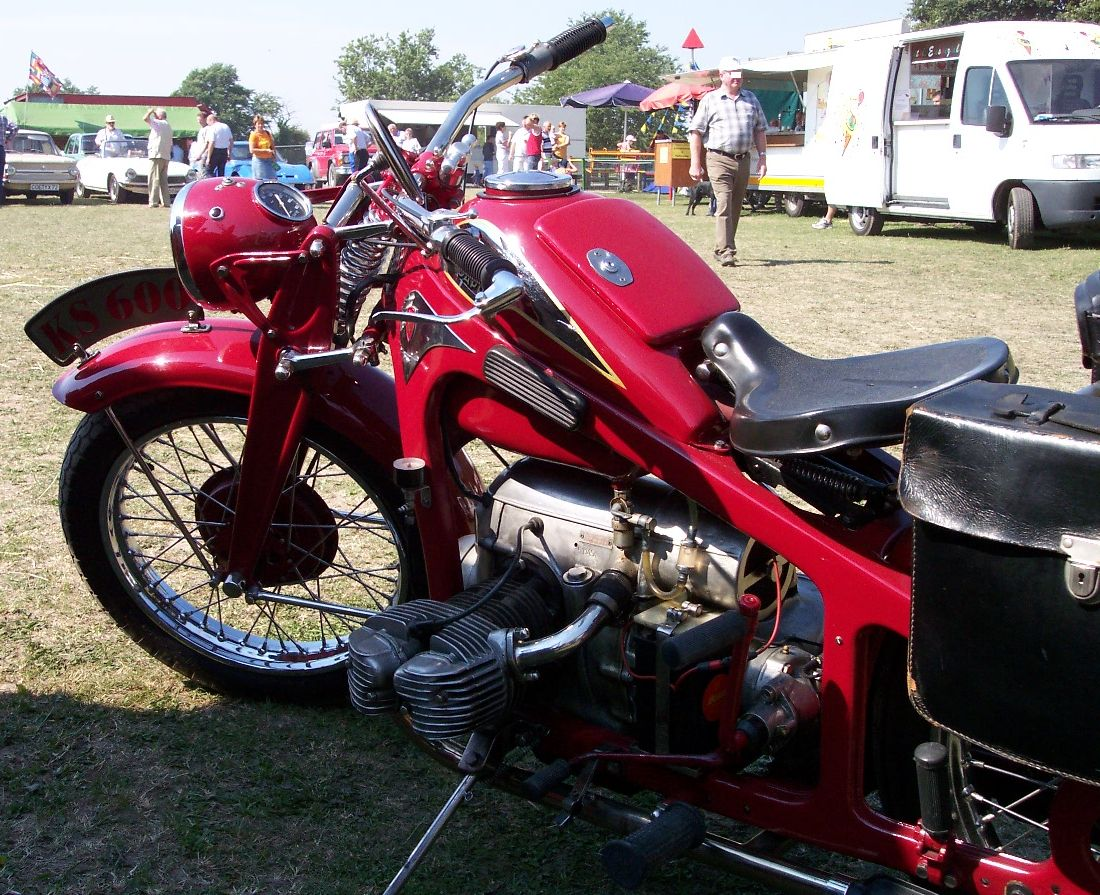
KS 600
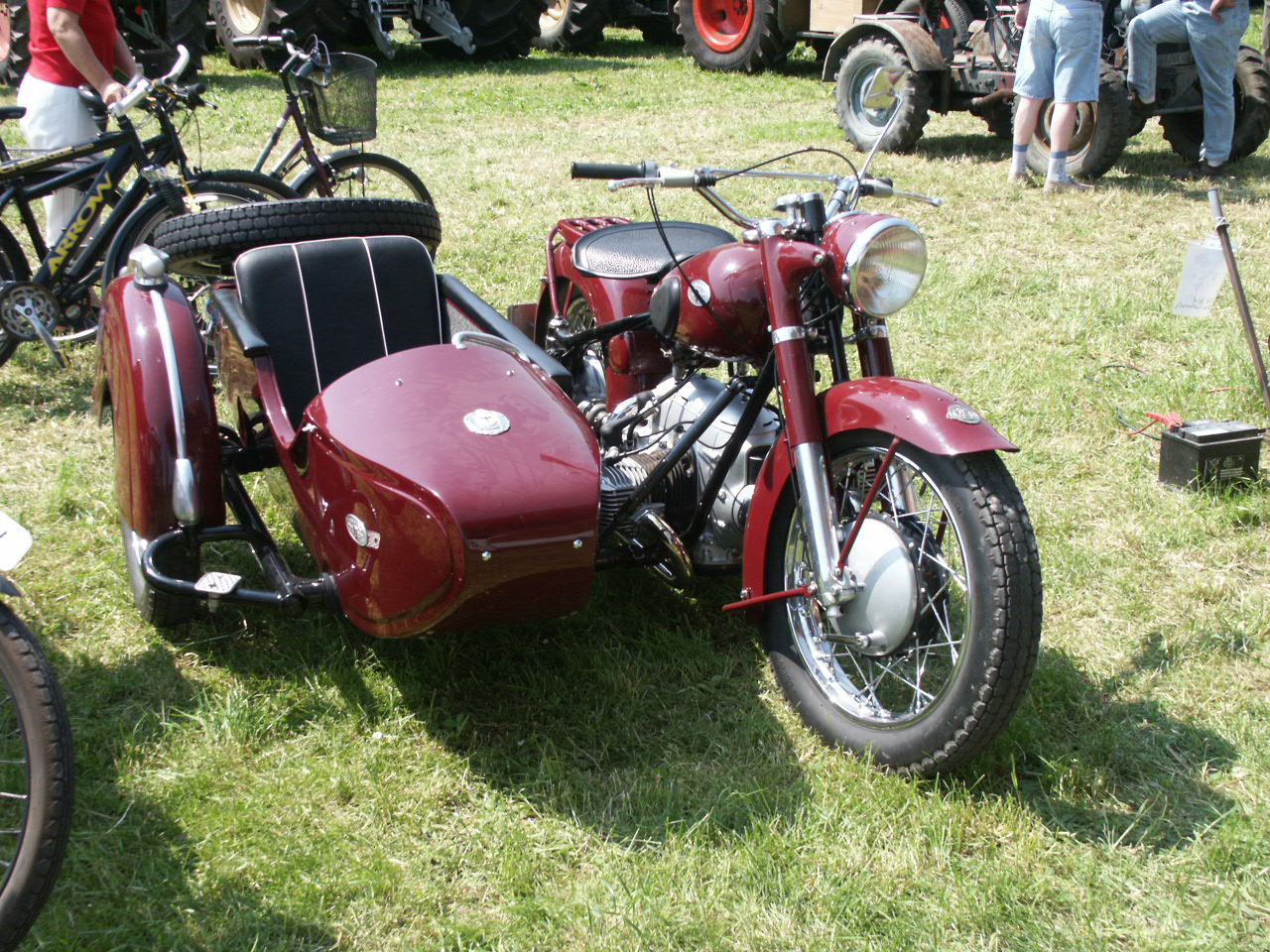
Zündapp mit Beiwagen
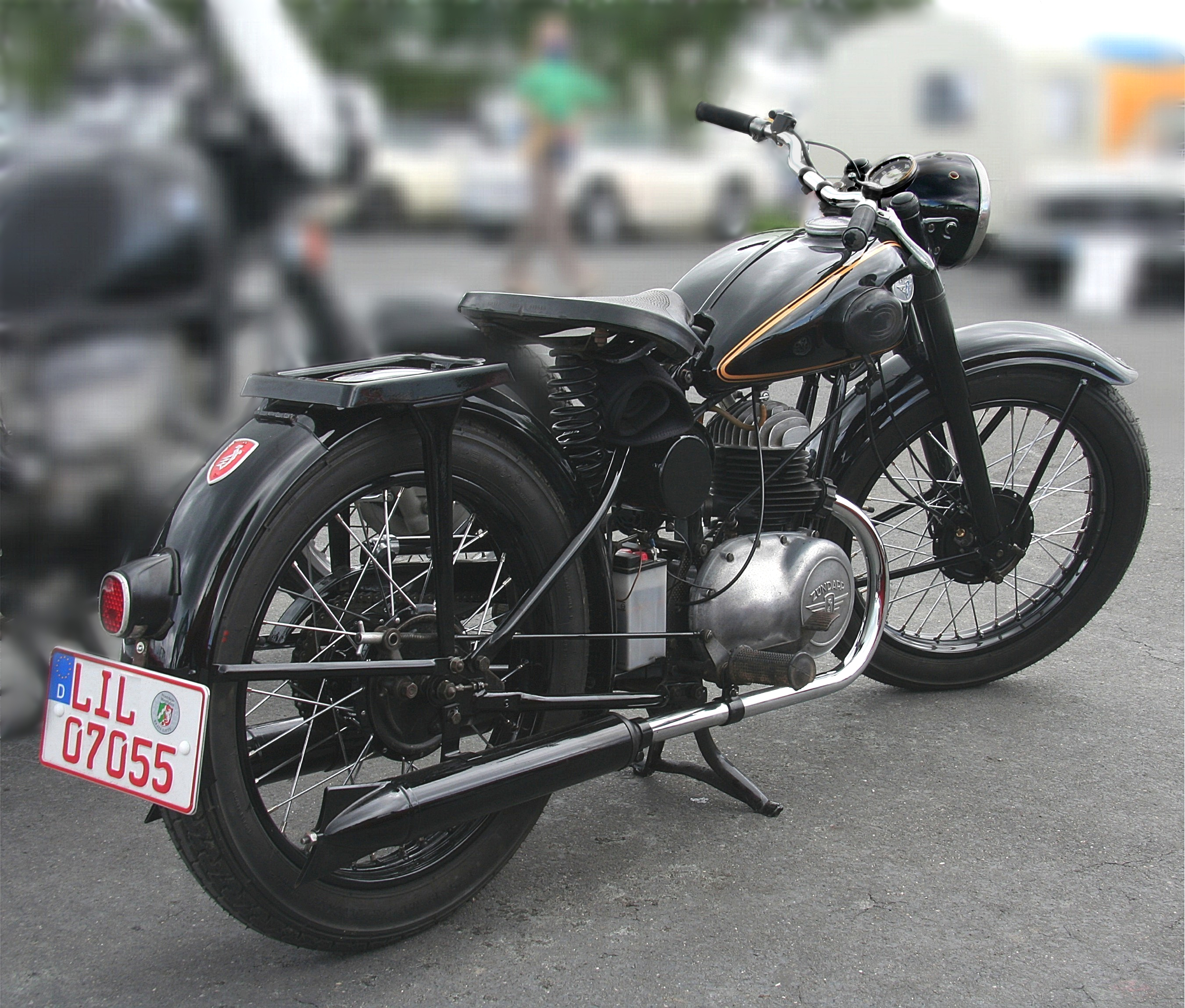
DB 201 (1951)
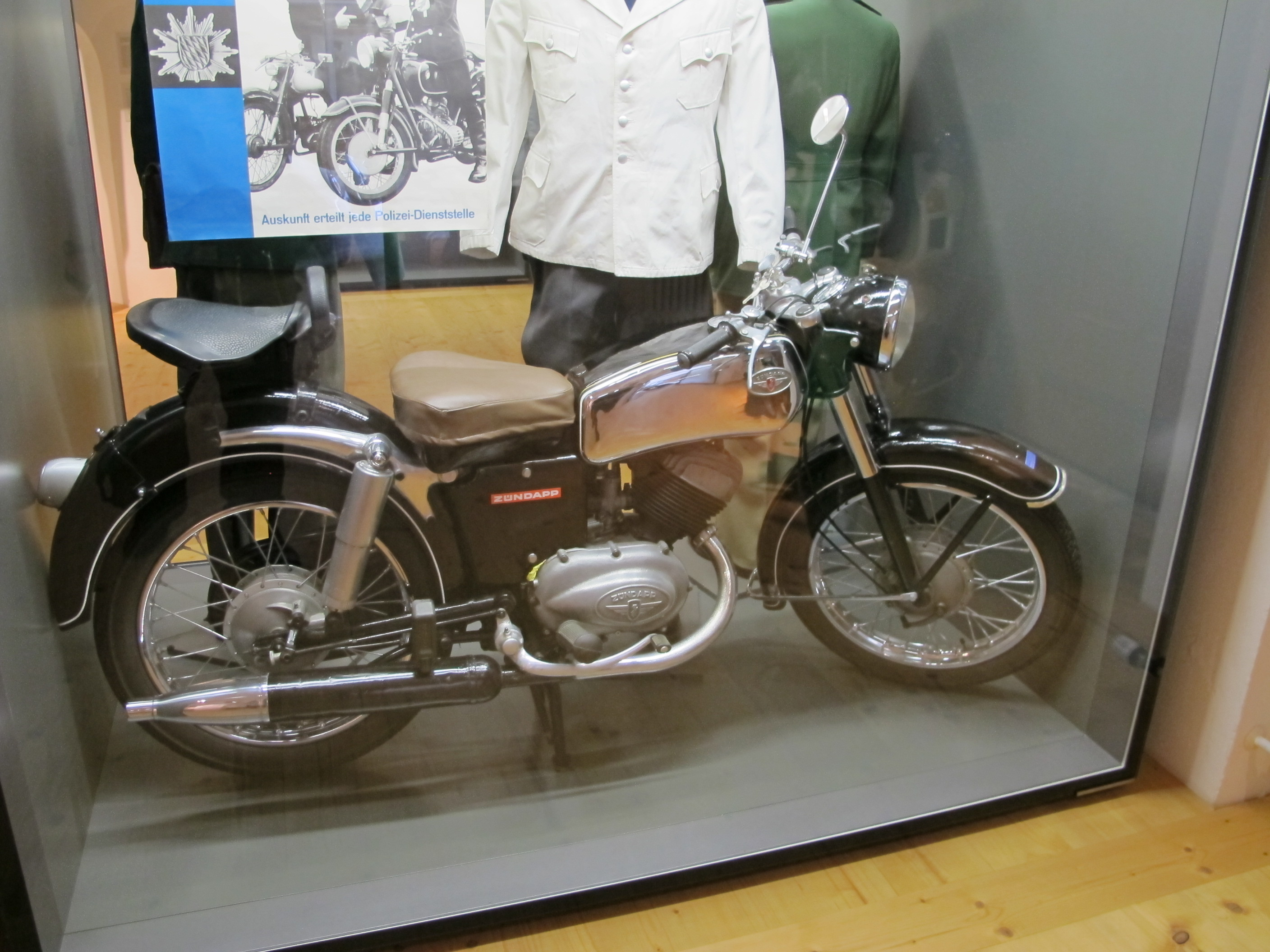
Motocicletta Polizei, Zündapp Elastic 250 (1954)
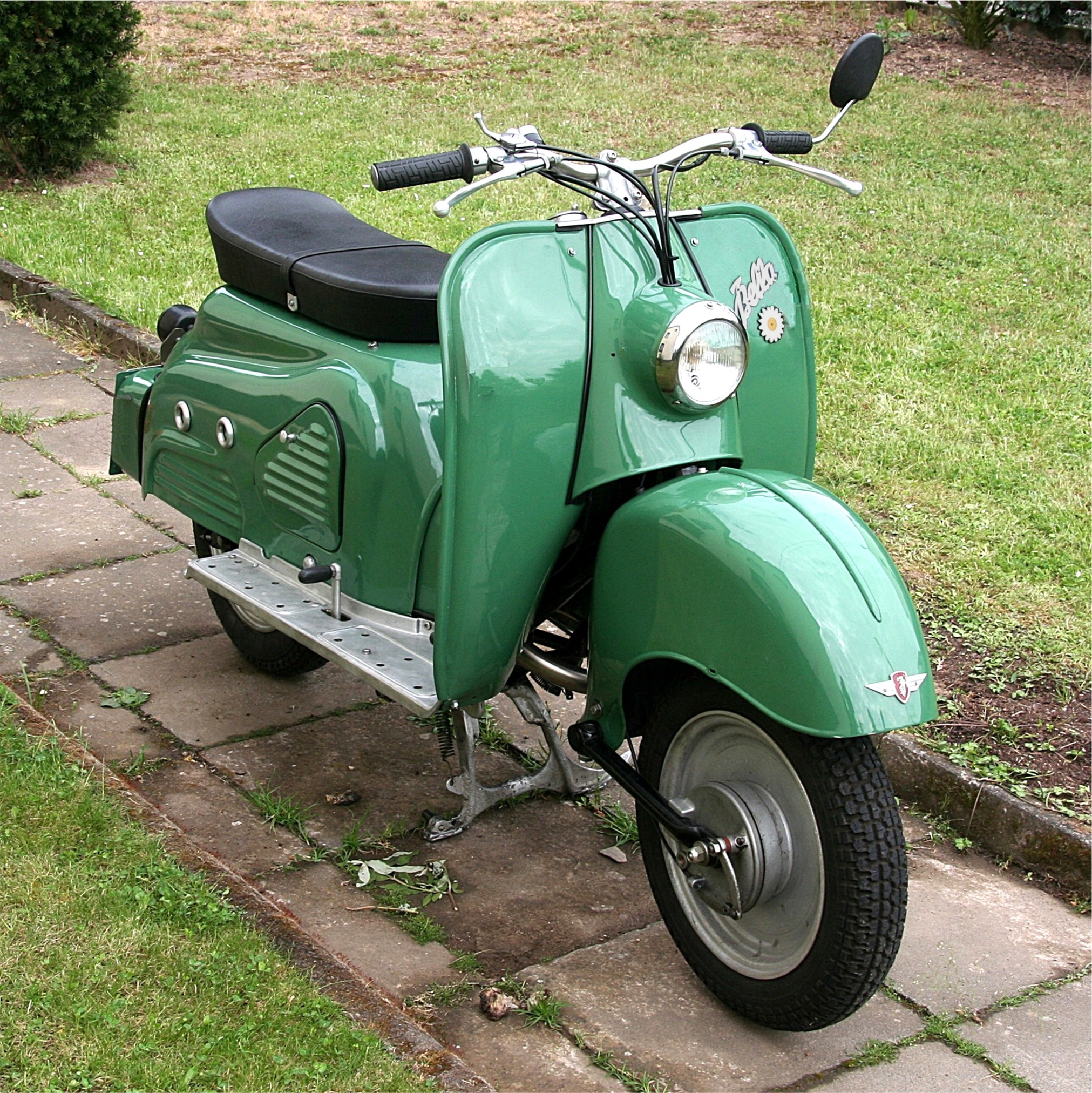
Bella R 154 (1958)
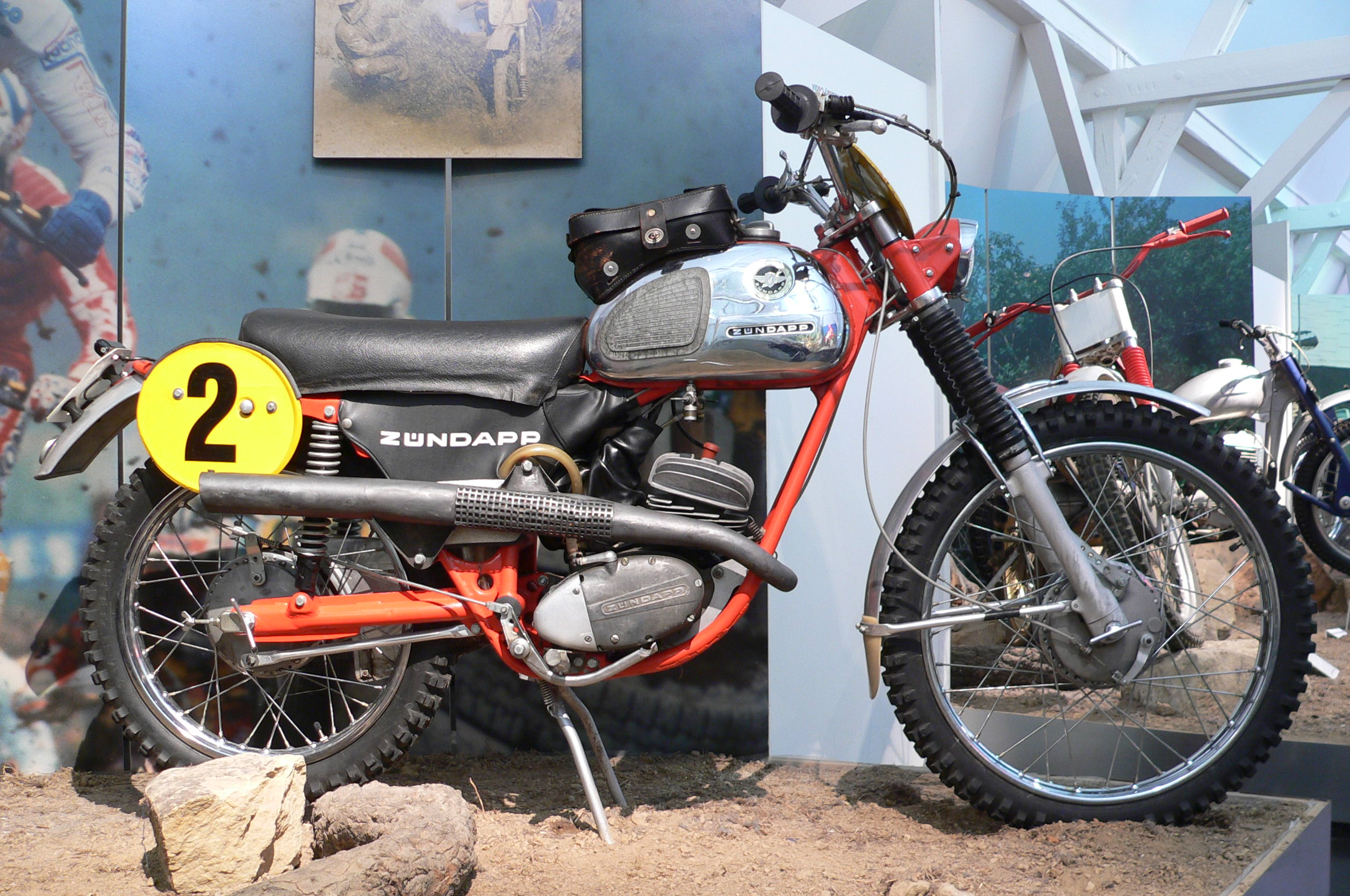
GS 50 del 1966 al Deutsches Zweirad- und NSU-Museum
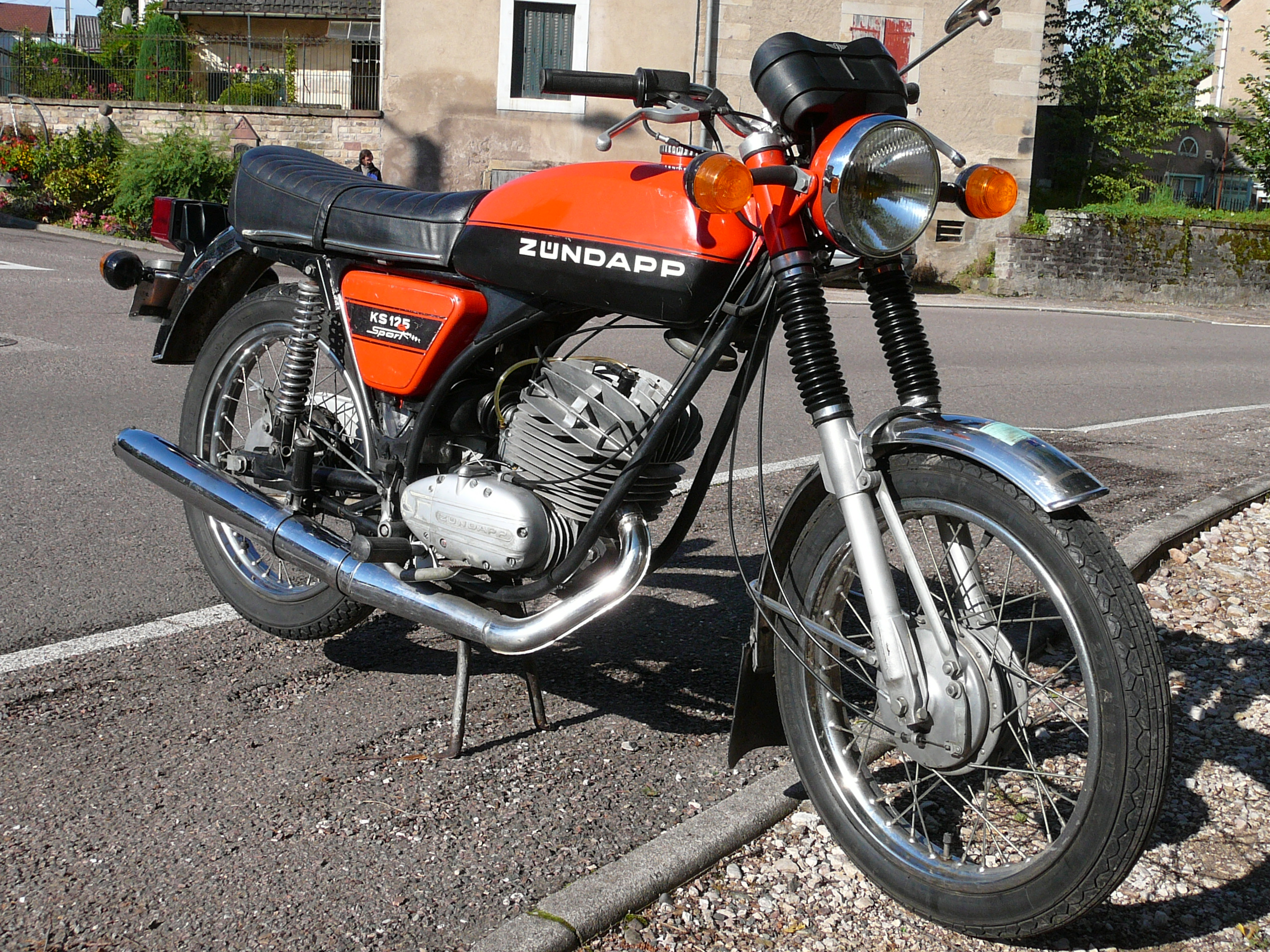
KS 125
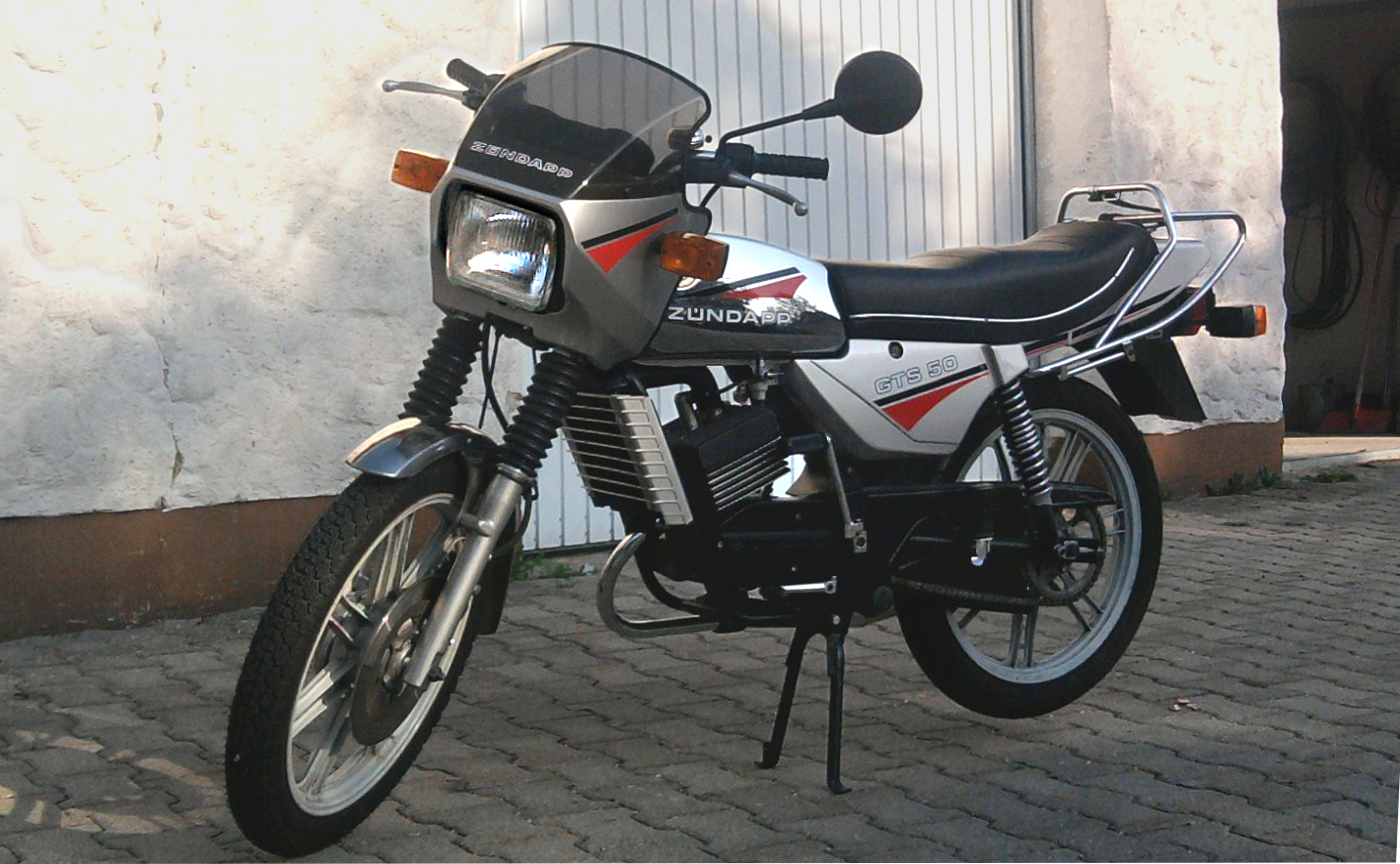
La GTS Typ 540 è oggetto da collezione, prodotta solo per un semestre
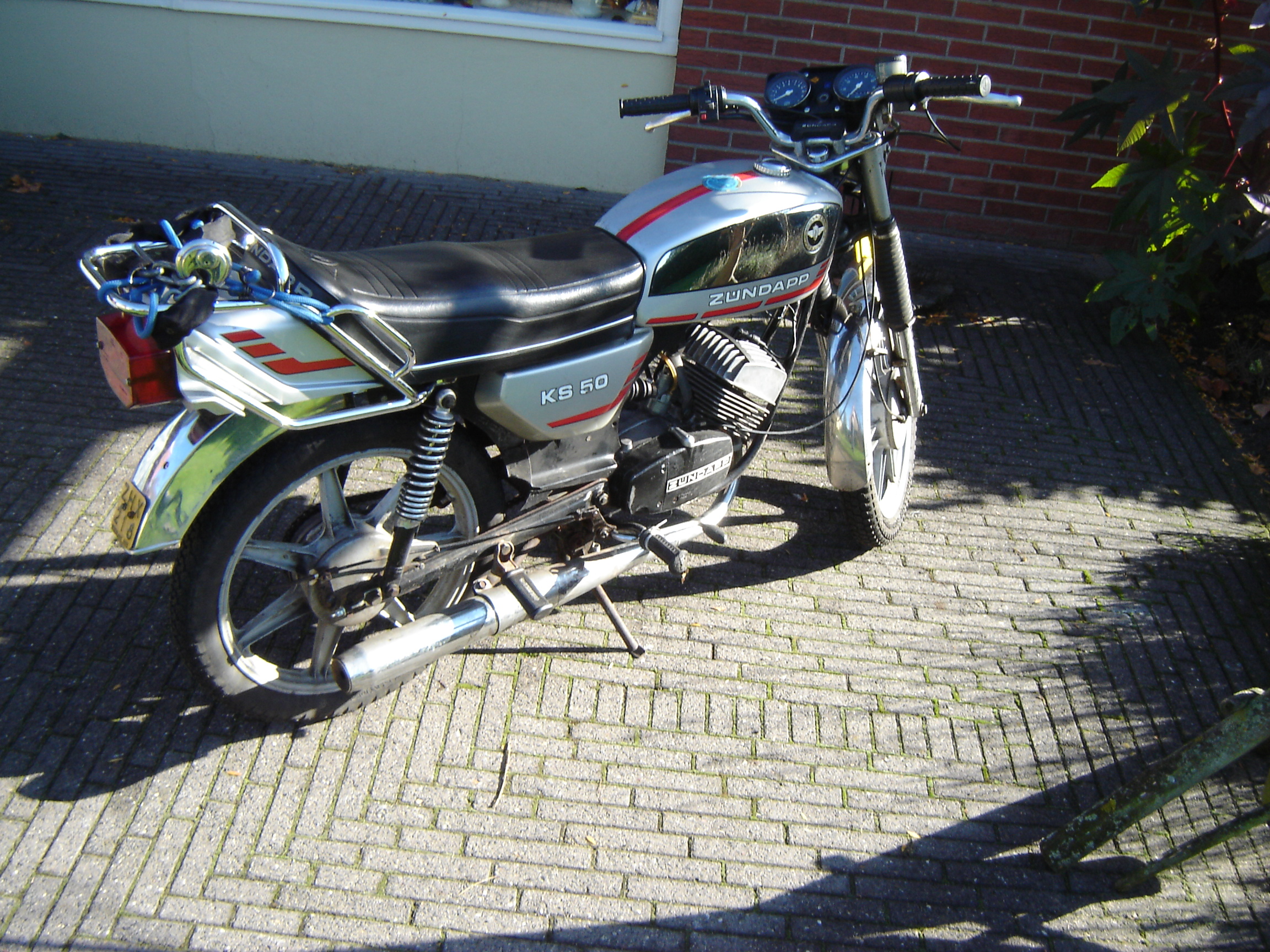
Prima dello sviluppo di motociclette leggere vi furono le piccole per gli under 18
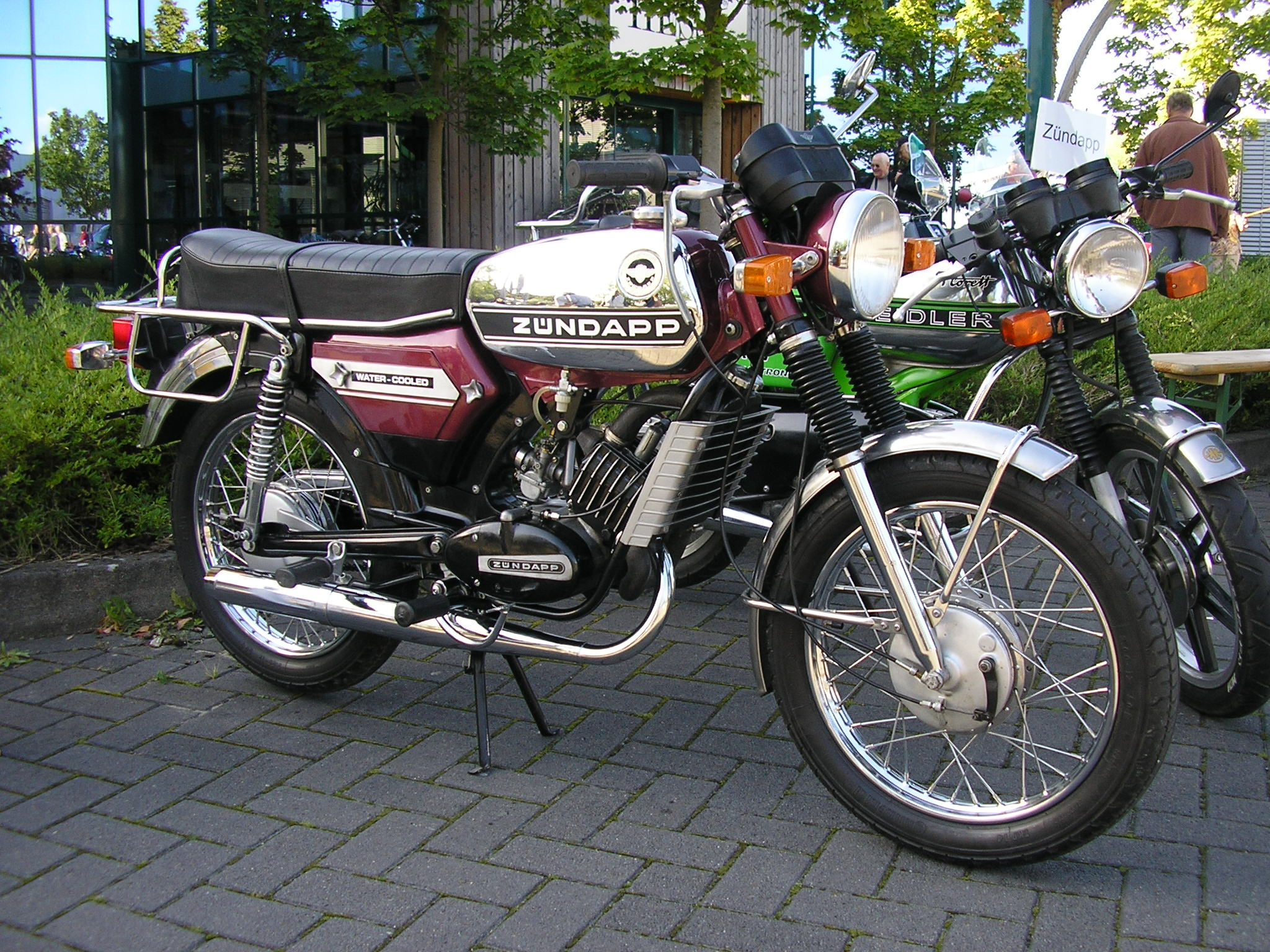
KS 50, raffreddamento ad acqua del 1976

## Curiosità
- La rock band bavarese Gsindl ha dedicato una canzone in Zündapp fahr'n.
- In Italia ebbe grande fama per essere la moto simbolo dei giovani "paninari", movimento giovanile degli anni '80. Viene citata nella canzone Cumuli degli 883.

## Modelli

### PKW e tricicli (senza prototipi)
- Zündapp Lastendreirad (1927)
- Zündapp Kastendreirad (1928)
- Zündapp Lieferdreirad (1933)
- Zündapp Schnelllieferwagen 400 cm³-Viertakt-Boxer, als Kasten- und Pritschenwagen (1933)
- Zündapp Janus, 1957–58, Kleinwagen, 245 cm³ Zweitakter, vier Sitzplätze Rücken an Rücken, Mittelmotor, hydraulische Bremsanlage

### Motociclette con motore quattro tempi della casa
- S 500 (Touren): Baujahr 1930/31 mit 499 cm³ OHV-Vierventil-Einzylinder „Python“ von Rudge, Trockensumpfschmierung, 18 PS
- SS 500: Baujahr 1930/31 mit 499 cm³ OHV-Vierventil-Einzylinder „Python“ von Rudge, Trockensumpfschmierung, 22 PS

### Motociclette con motori quattro tempi
- OK 200: Baujahr 1933, Einzylinder-Viertakt, 8,5 PS, 90 km/h
- K 600: Baujahr 1933, Zweizylinder-Viertakt-Boxer, 15 PS, 100 km/h
- K 500: Baujahr 1933-1938, Preßstahl-Kastenrahmen, Zweizylinder-Viertakt-Boxer, 13,5 (16) PS, 105 km/h, Kardanantrieb
- KS 500: Preßstahl-Kastenrahmen, Zweizylinder-Viertakt-Boxer, Kardanantrieb
- KKS 500: Preßstahl-Kastenrahmen, Zweizylinder-Viertakt-Boxer, Kardanantrieb
- K 800: Baujahr 1933-1935, Preßstahl-Kastenrahmen, Vierzylinder-Viertakt-Boxer, 20 PS (bis Motor-Nr. 142606), 125 km/h, Kardanantrieb
- K 800: Baujahr 1936-1938, Preßstahl-Kastenrahmen, Vierzylinder-Viertakt-Boxer, 22 PS (ab Motor-Nr. 192001), Kardanantrieb
- DS 350: Baujahr 1937–40, Einzylinder-Viertakt, 17,5 PS, 110 km/h
- KS 750: (Wehrmachtsgespann), Baujahr 1940–1948, Zweizylinder-Viertakt-„Boxer“, (170° Zylinderwinkel,) ca. 26 PS, angetriebenes und gebremstes Seitenwagenrad
- KS 600: 1938–41 und 1949–50, 600-cm³-Zweizylinder-Viertakt-Boxer, 28 PS, 195 kg, keine Hinterradfederung, 145 km/h
- KS 601 („Grüner Elefant“), 1950–57, 600-cm³-Zweizylinder-Viertakt-Boxer, Geradweg-Hinterradfederung, 28 PS, 224 kg, 140 km/h
- KS 601 S: leistungsgesteigerte Version der KS 601, 34 PS, 216 kg, 155 km/h
- KS 601 EL: USA-Export-Version der „KS 601 S“ mit Hinterradschwinge

### Motociclette con motori due tempi
- Z 22: Baujahr 1921 bis 1924, Einzylinder-Zweitakt, 211 cm³ und 2,5 PS, 56 kg schwer, 65 km/h Höchstgeschwindigkeit, Radaufhängung hinten starr, vorne mit Pendelgabel
- Z 200: Baujahr 1922, Einzylinder-Zweitakt, Beleuchtung mit Karbidlampe
- K 249: Baujahr 1924, Einzylinder-Zweitakt, 249 cm³ und 3,5 PS, später 4,5 PS
- Z 300: Baujahr 1928, Einzylinder-Zweitakt, 9 PS
- Rekord: 1930/1931: Einzylinder-Zweitakt, 6 PS, 80 km/h
- B 170 "Zugvogel": 1932, Einzylinder-Zweitakt, 4,5 PS, 75 km/h
- DB 175: Baujahr 1932/1933, Rohr-Rahmen, Einzylinder-Zweitakt, 5,5 PS
- K 200: Baujahr 1933/34, Einzylinder-Zweitakt, 6,5 PS
- DK 200: Preßstahl-Kastenrahmen, Einzylinder-Zweitakt
- K 350: Baujahr 1935/36, Preßstahl-Kastenrahmen, Einzylinder-Zweitakt, 12 PS, 95 km/h, Kardanantrieb
- KK 350: Preßstahl-Kastenrahmen, Einzylinder-Zweitakt, Kardanantrieb
- DBK 200: Baujahr 1935-38, Preßstahl-Kastenrahmen, Einzylinder-Zweitakt, 7,0 PS
- DBK 250: Baujahr 1938-40, Preßstahl-Kastenrahmen, Einzylinder-Zweitakt, 8,5 PS
- DB 200: („Bauernmotorrad“) Baujahr 1935−1940 und 1947–1951, Rohr-Rahmen mit Trapezgabel, 198 cm³, 7 PS, Einzylinder-Zweitakt
- DB 250: Rohr-Rahmen, Einzylinder-Zweitakt
- DBL 200: Rohr-Rahmen, Einzylinder-Zweitakt
- DB 201: Rohr-Rahmen mit Teleskopgabel, 7,5 PS, Höchstgeschwindigkeit 85 km/h
- DB 202: Baujahr 1951-52, Neu mit Fußschaltung
- DB 203 „Comfort“: Mit Hinterradfederung System Jurisch
- DB 204 „Norma“: Ab Werk auf Wunsch mit Jurisch Geradweg Hinterradfederung und Kettenkasten
- DB 234 „Norma Luxus“
- Elastic 200 (DB 205): 1953–55, 198 cm³ Hubraum, 9,5 PS, Einzylinder-Zweitakter mit schräg geneigtem Zylinder, Telegabel und Hinterradschwinge, seitenwagentauglich
- Elastic 250 (DB 255): 1954–55, 247 cm³ Hubraum, 13 PS, Einzylinder-Zweitakter mit schräg geneigtem Zylinder, Telegabel und Hinterradschwinge, seitenwagentauglich[2]
- 175 S: Einzylinder-Zweitakter (Fächerzylinderkopf) mit 10,5 PS, mit Telegabel und Hinterradschwinge, nicht seitenwagentauglich
- 200 S: 1955/1956, Einzylinder-Zweitakter (Fächerzylinderkopf) mit 12 PS, mit Telegabel und Hinterradschwinge, nicht seitenwagentauglich
- 201 S: Einzylinder-Zweitakter (Fächerzylinderkopf) mit 12 PS, mit Vollschwingen-Fahrwerk, nicht seitenwagentauglich
- 250 S: Einzylinder-Zweitakter (Fächerzylinderkopf) mit 14,5 PS, mit Telegabel und Hinterradschwinge, nicht seitenwagentauglich
- Trophy 175 S und Trophy 250 S, 1957–1962, Einzylinder-Zweitakter (Fächerzylinderkopf) mit 10,5 bzw. 14,5 PS, mit Vollschwingen-Fahrwerk, zuletzt auch mit 12-Volt-Anlage und elektrischem Anlasser
- KS 100: Typ 514-320, 1963–1966, 100 cm³, 8,2 PS, 4-Gang, 90 km/h
- KS 100: Typ 518, 1968–1971, 10 PS, 5-Gang, 100 km/h
- GS 75: 74,5 cm³ Hubraum, 5,6 PS, 4-Gang, 77 km/h, 11,5-Liter-Tank, 82 kg Gewicht
- GS 125 (MC 125): Typ 520, 1970–1976, 18 PS / (19 PS), 5-Gang, 90–106 km/h je nach Übersetzung. Preis Typ 520-05L5 (GS 125): 3195 DM, Typ 520-52LE (MC 125): 3250 DM[3]
- KS 125 Sport: 1971–1976, 125 cm³, 15 PS / ab 1972 17 PS, 5-Gang, 115 km/h / ab 1972 120 km/h. Preis Typ 521-05L0: 2895 DM[3]
- KS 175 WC: Typ 521, 1977–1981, Einzylinder-Zweitakt, 163 cm³, 10 kW / 17 PS, Fünfgang, 125 km/h, Wasserkühlung

### Motorroller con motori 147, 174 e 198cm³
- Bella: 1953–64, Roller mit 147, 174 und 198 cm³ Hubraum, fahrtwindgekühlter Einzylinder-Zweitakter, Fußschaltung

### Mofas, Mopeds, Mokicks, Roller, Kleinkrafträder (50 cm³), motori due tempi (in ordine alfabetico)
- A 25 Mòfǎ: Typ 460-02L4, 1983–1984, 25 km/h, 1,4 PS, Eingang-Automatik, Fahrtwindkühlung
- AUTOMATIC-MOFA: 1965–1977, 25 km/h, 1,4 PS, gepresster Stahlblechrahmen mit integriertem Tank, fahrtwindgekühlter Eingang-Automatikmotor mit Fliehkraftkupplung. Preis Typ 444-31L0: 735 DM[3]
- AUTOMATIC-MOPED, 1965–1977, 40 km/h, 2,5 PS (ansonsten baugleich wie vorstehendes Mofa). Preis Typ 442-16L0: 980 DM[3]
- Zündapp Bergsteiger M25, Mofa 25 , 1965-1977, 25 km/h, 1,5 PS, 49 cm³, Zweiganggetriebe, Gebläsekühlung. Preis Typ 434-02L1: 1225 DM[3]
- Zündapp Bergsteiger M50, 1-sitziges Moped, 1965–1977, 40 km/h, 2,5 PS, 49 cm³, Zweiganggetriebe, Gebläsekühlung. Preis Typ 434-01L0: 1250 DM[3]
- C 50 Sport: 1967–1976, 40 km/h, 2,9 PS, Dreiganggetriebe, Fußschaltung, erst Gebläse- später Fahrtwindkühlung. Preis Typ 517-21L0: 1745 DM[3]
- C 50 Sport: Typ 529 1977–1979, 40 km/h, 2,9 PS, Dreiganggetriebe, Fußschaltung, Fahrtwindkühlung.
- C 50 Super (Sozius-Mokick) 1968-1976, Typ 441-01: 40 km/h und Moped 441-04: 25 km/h, 2,9 PS, Gebläsekühlung, Handschaltung, Dreiganggetriebe. Preis Typ 441-01L0: 1620 DM[3]
- COMBINETTE
- COMBINETTE-S
- CS 25 Mofa: Typ 448-140, 1981–1984 (Enfield bis 1995), 49,9 cm³, Dreiganggetriebe, 25 km/h, 1,4 PS, Fahrtwindkühlung, Preis 1980: 2226 DM[4]
- CS 50 Mokick: Typ 448-010, 1979–1984, 49,9 cm³, 2,82 PS, 40 km/h, Vierganggetriebe, Fahrtwindkühlung, Preis: 2780 DM[4]
- CX 25 Mofa: Typ 448-151, Enduro-Modell, 1983–1984, 25 km/h, 1,4 PS, Dreiganggetriebe, Fahrtwindkühlung, hieß bis 1982 „Hai 25“
- FALCONETTE (verschiedene Ausführungen): Kleinkraftrad, Typen 425, 435, 437-220, 510-220, 510-270, 510-275, 511-320, 1957–1962, von 2,3 PS bis 5,6 PS, fahrtwind- und gebläsegekühlte Motoren mit 3- und 4-Gang-Getrieben von 49–75 cm³, 55 bis 78 km/h.
- GTS 50 (Sozius-Mokick): 1973–1976, 2,9 PS, 40 km/h, Vierganggetriebe, Fahrtwindkühlung. Preis Typ 517-40L0: 1845 DM[3]
- GTS 50 Mokick: Typ 529, 1976–1979, 49,9 cm³, 2,9 PS, 40 km/h, Vierganggetriebe, Fahrtwindkühlung
- GTS 50 5-Speed Mokick: Typ 529-028/029, 1979–1984, 2,9 PS, 40 km/h, Fünfganggetriebe, Fahrtwindkühlung (ab 1984 Wasserkühlung und Scheibenbremse vorn, Typ 540-180), Preis: 3298 DM[4]
- Hai 25 Mofa: Typ 448-150, Enduro-Modell, 1980–1982, 25 km/h, 1,4 PS, Dreiganggetriebe, Fahrtwindkühlung, wurde ab 1983 in „CX 25“ umbenannt, Preis: 2368 DM[4]
- Hai 50 Mokick: Typ 448-111, Enduro-Modell, 1980–1982, 3,3 PS, 40 km/h, Vierganggetriebe, Fahrtwindkühlung, Preis: 2750 DM[4]
- KS 50 (verschiedene Ausführungen): Kleinkraftrad, Typen 510, 515, 516, 517, 530, 540, 1962–1984, von 4,8 PS (je nach Baujahr und Ausführung fahrtwind- oder gebläsegekühlt) bis zur KS 50 watercooled mit 6,25 PS. Die Wasserkühlung der damals teuersten 50er (Preis 1974: 2364 DM, arbeitete (wie bei allen wassergekühlten Zündapp-Modellen) als Thermosiphonkühlung (Umlaufkühlung ohne Wasserpumpe), 90–96 km/h (Testwert). Preis KS 50 Super Sport Typ 517-51-LB: 2145 DM, KS 50 Cross Typ 517-51LA: 2160 DM, KS 50 Water-Cooled Typ 517-50LA: 2295 DM[3]
- R 50 (Motorroller): 1964–1984, 2,9 PS, 40 km/h, Dreiganggetriebe mit Handschaltung oder Fußschaltung je nach Modell, Gebläsekühlung. Preis Typ 561-003: 1999 DM[3][5], Preis Typ 561-051: 2868 DM[4]
- RS 50 Kleinkraftrad-Roller: 1964–1965, 4,6 PS, 65 km/h, Vierganggetriebe mit Handschaltung, Gebläsekühlung
- RS 50 Super: 1965–1980, 4,6 PS, 65 km/h, Vierganggetriebe mit Fußschaltung, Gebläsekühlung. Preis Typ 561-06L0: 2135 DM[3]
- SPORT-COMBINETTE
- Star 1 / Star 2 Mofa: Typ 462, 1984, 25 km/h, 1,7 PS, Zweiganggetriebe, Fahrtwindkühlung
- SUPER-COMBINETTE
- SUPER-SPORT-COMBINETTE
- X 25 Mofa: Typ 460-01L4, 1983–1984, 25 km/h, 1,7 PS, Zweiganggetriebe, Fahrtwindkühlung
- ZA 25 Mofa: Typ 460-020, 1980–1984, 49,9 cm³, 25 km/h, 1,7 PS, Eingang-Automatik, Fahrtwindkühlung, Preis: 1540 DM[4]
- ZA 40 Moped: Typ 460-030, 1980–1984, 40 km/h, 3,1 PS, Eingang-Automatik, Fahrtwindkühlung, Preis: 1576 DM[4]
- ZB 22 Mofa: Typ 447-021, 1979–1980, 25 km/h, Zweiganggetriebe, 1,7 PS, Fahrtwindkühlung
- ZD 10 Mofa: Typ 446-211, 1978–1980, 25 km/h, Zweiganghandschaltung, 1,7 PS, Gebläsekühlung
- ZD 20 Mofa: Typ 446-400 und 401, 1976–1981, 49 cm³, Dreiganghandschaltung, 25 km/h, 1,5 PS, Fahrtwindkühlung
- ZD 25 TS Mofa: Typ 446-420, 1978–1979, Dreiganggetriebe, 25 km/h, 1,3 PS, Fahrtwindkühlung
- ZD 30 Moped: Typ 446-200, 1978–1979, 40 km/h, Zweiganggetriebe, 3,4 PS, Gebläsekühlung
- ZD 40 Mokick: Typ 446-300 und 301, 1976–1981, Dreigangfußschaltung, 40 km/h, 2,9 PS, Fahrtwindkühlung, Preis: 2058 DM[4]

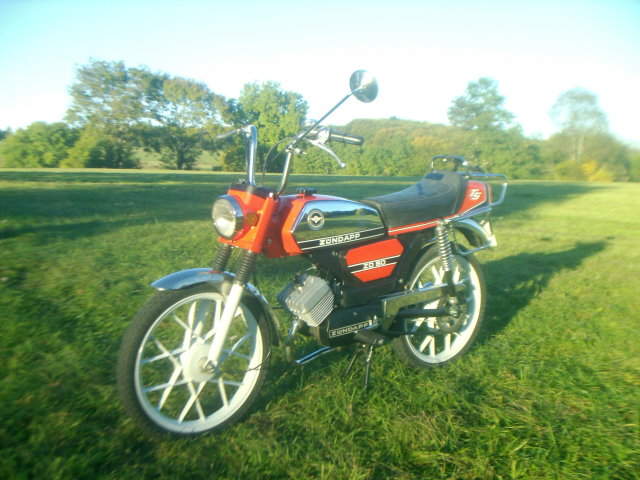
Zündapp ZD-50-TS (1980)

- ZD 50 TS Mofa: Typ 446-422, 1979–1980, Dreiganggetriebe, 1,4 PS, 25 km/h, Fahrtwindkühlung
- ZE 40 Mokick: Typ 460-090, 1981–1984, 50 cm³, Dreigangfußschaltung, 40 km/h, 2,9 PS, Fahrtwindkühlung
- ZL 25 Mofa: Typ 460-040, 1980–1984, 40 km/h, Zweiganggetriebe, 1,3 PS, Fahrtwindkühlung
- ZR 10 Mofa: Typ 447, 1977–1980, 25 km/h, 49,9 cm³, Eingang-Automatik, 1,4 PS, Fahrtwindkühlung
- ZR 20 Mofa: Typ 447, 1976–1980, 25 km/h, 49,9 cm³, Zweiganghandschaltung, 1,4 PS, Fahrtwindkühlung
- ZR 30 Moped: Typ 447, 1977–1980, 40 km/h, 49,9 cm³, Automatikgetriebe, 2,5 PS, Fahrtwindkühlung
- ZS 25 Mofa: Typ 460-050, 1981–1984, 25 km/h, 1,7 PS, Dreiganggetriebe, Fahrtwindkühlung
- ZX 25 Mofa: Typ 460-010, 1980–1984, 49 cm³, Zweiganggetriebe, 25 km/h, 1,3 PS, Fahrtwindkühlung, Preis: 1698 DM[4]

### Leggere (80 cm³)

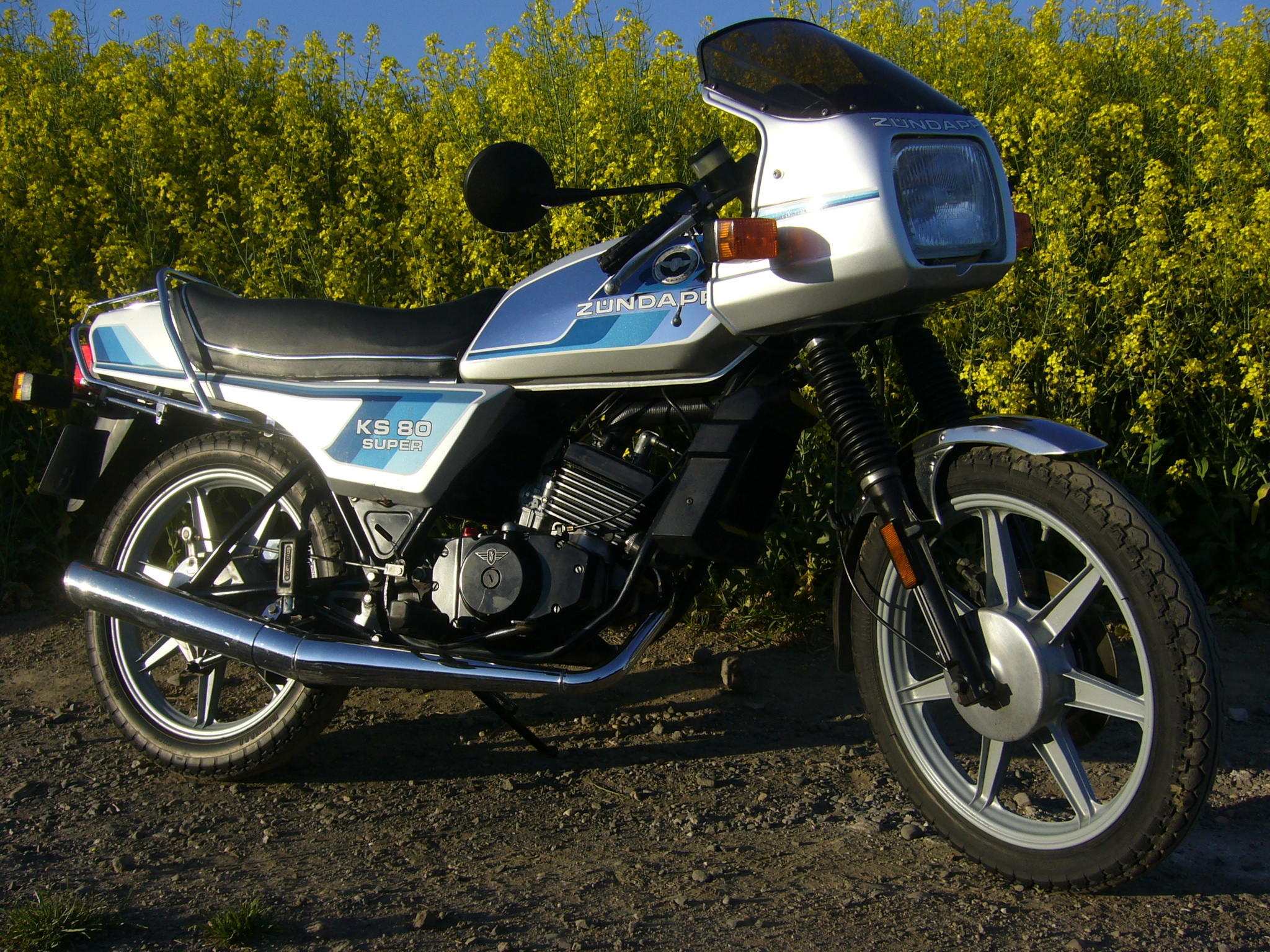
Zündapp KS 80 Super

- K 80 Leichtkraftrad: Typen 540–010/540–011/540–200, Baujahr 1981–1984, 5-Gänge, ab 1984 wassergekühlter Motor mit 9 PS (davor fahrtwindgekühlt 8,5 PS)
- KS 80 Leichtkraftrad: Typ 530-050, Baujahr 1981–1983, 80 km/h, 78 cm³, Fünfganggetriebe, wassergekühlt, 9 PS, klassische Hinterrad-Schwinge mit Federbeinen
- KS 80 Touring Leichtkraftrad: Typ 530-070, im Soft-Chopper-Stil, Baujahr 1981–1983, wassergekühlt, 80 km/h, 9 PS, Fünfganggetriebe, klassische Hinterrad-Schwinge mit Federbeinen
- KS 80 Super Leichtkraftrad: Typ 537-010, 1982–1984, Wasserkühlung, 80 km/h, 9,5 PS, 78 cm³, Fünfganggetriebe, 12V-Bordnetz, Hinterrad-Dreiecksschwinge mit Zentralfederbein
- KS 80 Sport Leichtkraftrad: Typ 537-011, Baujahr 1984, Wasserkühlung, 80 km/h, 9,5 PS, Fünfganggetriebe, 12-V-Bordnetz, Hinterrad-Dreiecksschwinge mit Zentralfederbein
- KS 80 Supersport Leichtkraftrad: Baujahr 1984, Wasserkühlung, 9,5 PS, 80 km/h, Fünfganggetriebe, 12-V-Bordnetz, serienmäßig mit Vollverkleidung, Doppelscheinwerfer und Tank- / Höckersitzbank - Monocoque, sehr selten – nur wenige Exemplare gebaut, die per Einzelabnahme zugelassen wurden!
- SX 80 Leichtkraftrad: Typ 540-150, Enduro-Modell, Baujahr 1983–1984, 8,5 PS, 80 km/h, 78 cm³, Fünfganggetriebe, Fahrtwindkühlung, Rahmen (von Aprilia) mit Zentralfederbein
- Target Leichtkraftrad: Baujahr 1984, Monocoque-Rahmen von Target design. Nur Entwicklungsphase, nicht produziert.[6]

### Tosaerba

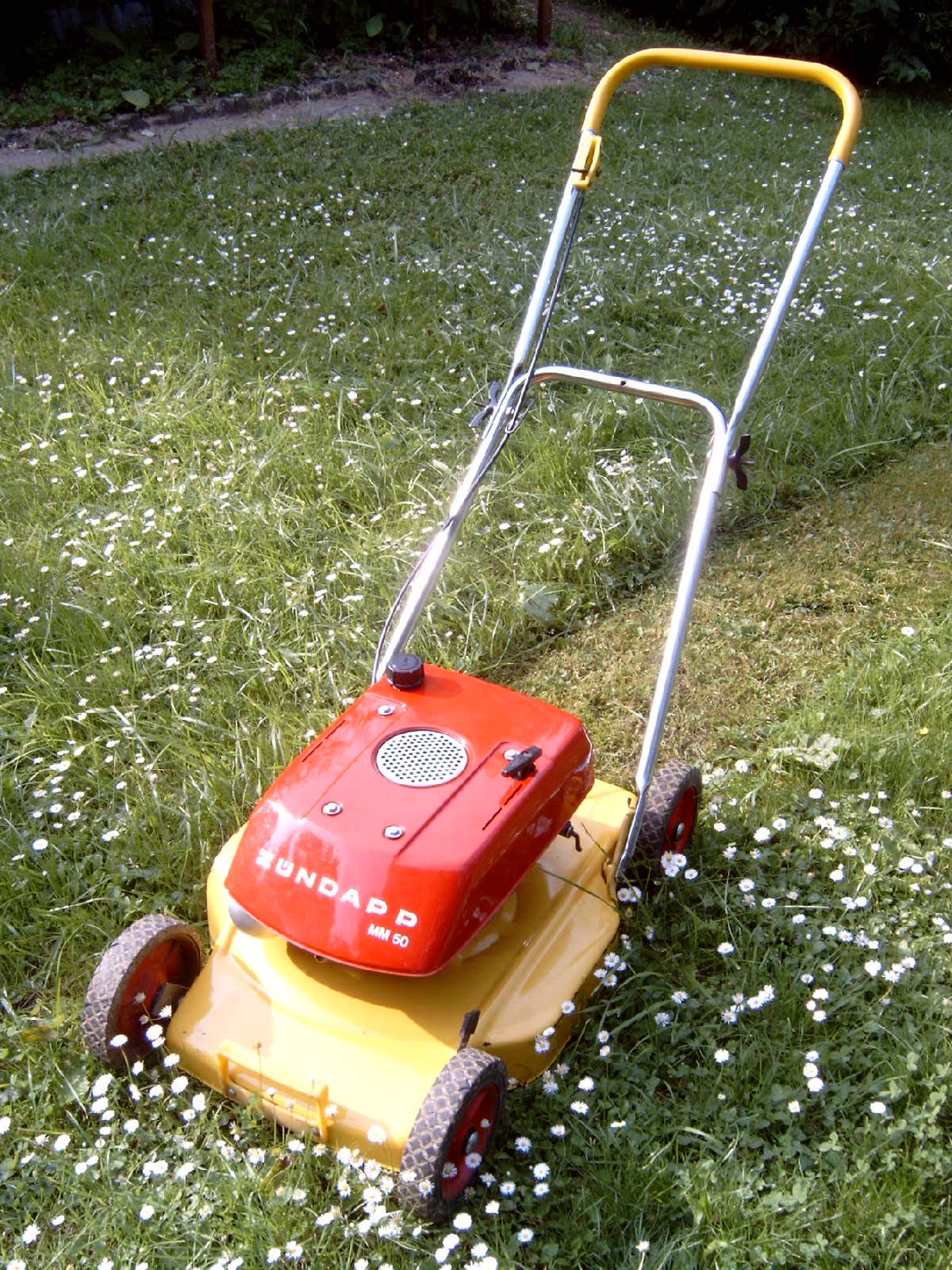
MM 50, Typ 689-01

Agli inizi degli anni 70 Zündapp entrò nel nascente mercato dei tosaerba, venduti esclusivamente nei negozi concessionari Zündapp. Il marchio di fabbrica era la colorazione gialla dello chassis con ruote rosse e unità motore rossa. All'epoca furono molto innovativi sia nel design che nella tecnica. Con basso numero di giri e silenziatore di volume notevole i modelli furono molto silenziosi. Con il motore due tempi a lungo intervallo di manutenzione e senza serbatoio olio separato. Accensione elettronica, trasmissione sulle ruote e elettrostart.
- 700 S, Typ 688: a batteria, 12 V, 700 W, 40 Ah
- HM 50, Typ 694-01: motore due tempi (miscela 1:50), Heckauswurf-Mäher
- KM 20, Typ 690: motore elettrico 220 V, 900 Watt, Kabel-Mäher
- KM 50, Typ 691: motore elettrico 220 V, 1100 Watt, Kabel-Mäher
- MM 20, Typ 687-01: motore due tempi (miscela 1:50), lama 38 cm, Motor-Mäher
- MM 50, Typ 689-01: motore due tempi (miscela 1:100), 107 cm³, 3 HP, lama 45 cm, Motor-Mäher,
- 2-Stern, Luxus-Motormäher, Typ 685-01: motore due tempi (miscela 1:50), Standardversion.
- 3-Stern, Luxus-Motormäher, Typ 685-03: motore due tempi (miscela 1:50), trazione anteriore.
- 5-Stern, Luxus-Motormäher, Typ 685-05: motore due tempi (miscela 1:50), trazione anteriore e elettrostarter. lama 46 cm su tutti i tipi 685.
- Super-2-Stern, First-Class-Mäher, Typ 692-01: motore due tempi (miscela 1:50), accensione elettronica.
- Super-3-Stern, First-Class-Mäher, Typ 692-03: motore due tempi (miscela 1:50), accensione elettronica e trazione.
- Super-5-Stern, First-Class-Mäher, Typ 692-05: motore due tempi (miscela 1:50), trazione e elettrostarter.

### Motori marini
- Zündapp-Delphin 303, 1954-1965: due tempi 70 cm³ e 2,3 HP; raffreddamento ad aria e esistente anche con raffreddamento ad acqua, 48 cm³.
- Fuoribordo Typenreihe 304, 1968-1980: raffreddamento ad acqua 82 cm³ due tempi, 5 HP, poi 6 HP, 12 V, serbatoio per miscela 1:50.

### Sprengpanzer Goliath V
Dal 1943 al 1944 Zündapp produsse il Sprengpanzers "Goliath V" della Wehrmacht; versione due cilindri due tempi (Zündapp SZ 7) di 703 cm³ con 9,2 kW (12,5 HP) a 4500 giri/min, velocità 10 km/h.

### Motori aeronautici

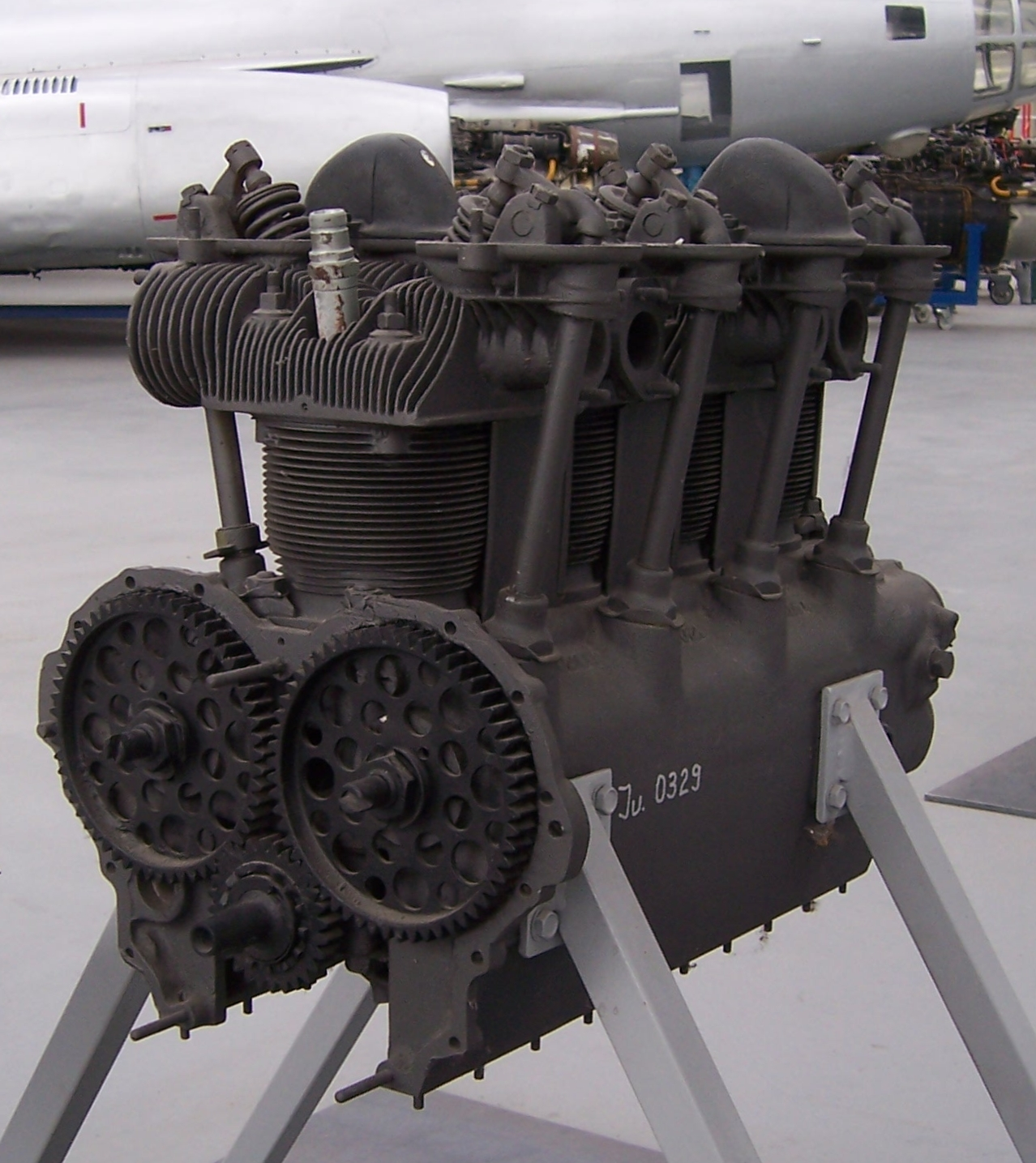
Zündapp Z 9-092 al Technikmuseum Hugo Junkers

Nel 1936 Zündapp fu incaricata dal Reichsluftfahrtministerium per lo sviluppo di un motore leggero. Ernst Schmidt progettò un quattro cilindri in linea raffreddato ad aria e due litri di cilindrata, il Zündapp Z 9-092. Questo motore da 50 HP fu impiegato su Klemm Kl 105, Gotha Go 150, Bücker Bü 180, Siebel Si 202B, Fieseler Fi 253. Dettagli costruttivi furono impiegati sul motore della Zündapp DS 350.

### „Zündapp“ come esportatore
A cavallo degli anni' 50 - '60 la Horex-Imperator-Motorrädern commercializzò a marchio „Zündapp“ e con logo Zündapp sul serbatoio, negli USA.
Nel 2014 il marchio Zündapp - con emblema classico - è apparso in un supermercato discount su dei caschi.

## Musei

### Museum Industriekultur
Un'esposizione dei modelli Zündapp si trova nel Museum Industriekultur di Norimberga; anche modelli in scala 1:5 dei prototipi Zündapp.

### Mattes Zündapp-Museum a Sigmaringen
Nel 2007 e 2008 a Sigmaringen in Baden-Württemberg nella già Flaschenfüllerei del birrificio Zoller-Hof viene allestito il Zündapp-Museum. Due milioni di Euro furono investiti per il nuovo museo, con circa 100 esemplari Zündapp è il più grande museo della marca Zündapp. La pietra di fondazione fu messa da Adolf Mattes, collezionista Zündapp di Königsheim sulla Großer Heuberg nel Circondario di Tuttlingen. Ha collezionato nei 50 anni precedenti motociclette e macchine da cucire così come le „Janus“. L'apertura ufficiale del museo risale all'8 giugno 2008. Dalle macchine da cucire ai generatori di corrente Zündapp e poi i motori aeronautici, vi sono esemplari unici.

### Zündapp-Motorradmuseum a Königswiesen
A Königswiesen in Oberösterreich si trova il Zündapp-Motorradmuseum. È presente la storia dell'azienda attraverso motociclette del tipo KS 500, KS 600, K 800, KS 750 e KS 601 e altre.